# Politique dans le Val-de-Marne

## Origine
Le département français du Val-de-Marne a été créé le 1er janvier 1968, comme les deux autres départements désormais limitrophes de Paris : la Seine-Saint-Denis et les Hauts-de-Seine.

## Histoire politique et rapports de force
Le Val-de-Marne a longtemps été un clivage entre gaullistes et communistes, les socialistes se contentant de petites villes. Ce département est aussi connu pour sa très forte stabilité politique, dont les changements n'ont pas été massifs, même lors de grandes tendances conjoncturelles comme les élections municipales de 1983 ou de 2008 ou encore les législatives de 1993. Le plus gros bouleversement politique étant la prise de Créteil par la gauche en 1977.
Il a d'ailleurs abrité de nombreuses personnalités politiques comme le giscardien Alain Griotteray ancien édile de Charenton-le-Pont ou le communiste Georges Marchais à Villejuif. Quelques-unes d'entre elles ont même siégé au plus haut niveau de l'État comme le centriste Alain Poher ancien notable d'Ablon-sur-Seine, longtemps Président du Sénat et 2 autres gaullistes anciens ministres, le premier Pierre Billotte ancien Maire de Créteil et l'autre Roland Nungesser longtemps Maire de Nogent-sur-Marne.
Cependant, contrairement à la Seine-Saint-Denis, le département du Val-de-Marne n'est ni vraiment à droite, ni vraiment à gauche. Il a largement placé en tête François Mitterrand en 1981 et 1988 puis Jacques Chirac en 1995. En 2007, Ségolène Royal est arrivée de très peu en tête sur le département où le rapport gauche-droite est souvent à 50/50.
Le pari politique à la création du Val-de-Marne était de mélanger populations aisées, sur les franges du territoire, et populations ouvrières, au centre, afin de laisser une chance aux partis de droite de contrôler le Conseil Général. Le pari est gagné lors des élections cantonales de 1970 avec la victoire des listes gaullistes aux élections cantonales. L'UDR Roland Nungesser devient président du Conseil Général à la place du communiste Gaston Viens. Le département bascule pourtant à gauche lors des élections cantonales de 1976 avec l'élection du communiste Michel Germa le 18 mars 1976 à la présidence du Conseil Général. Depuis cette date, ajoutée par un redécoupage cantonal vers les années 1980, la droite n'a jamais réussi à retrouver une majorité.
En 1968, époque de succès des gaullistes aux législatives, ces derniers avaient 4 élus et un républicain indépendant, les communistes détenant les 3 derniers. Les socialistes sont les grands absents de cette législature, ils n'ont décroché leur premier siège que lors des élections de 1973.
C'est en 1977 que ces derniers ont réellement commencé à s'imposer comme en témoigne la prise de Créteil par le socialiste Laurent Cathala, dont ce dernier a été réélu jusqu'à aujourd'hui sans discontinuer. Mais, c'est malgré tout la seule ville de plus de 50 000 habitants qu'ils dirigent, la droite étant réduite à Saint-Maur-des-Fossés et Maisons-Alfort.
En 1981, année d'élection de François Mitterrand à la présidence de la République, les socialistes obtiennent pour la première fois plus de sièges que les communistes aux législatives. Le RPR se voit réduit à la portion congrue, ne conservant que 2 sièges.
Après le redécoupage de 1987, les élections de 1988 voient gauche et droite se partager les 12 circonscriptions du département où les communistes restent encore au nombre de deux, les socialistes se partageant le reste avec un radical de gauche. La droite se voit élire deux députés UDF, le reste au RPR. La gauche ne perdra qu'une seule circonscription en 1993 qu'elle regagnera en 1997 avant de la perdre de nouveau en 2002. C'est cette même année où les communistes perdent une de leurs 2 circonscriptions au profit du PS. C'est en 2007 que la droite va gagner sur un score très serré une nouvelle circonscription pour atteindre un niveau très légèrement supérieur à 1993.
Le niveau cantonal voit la gauche dominer le conseil général. Bien qu'ayant progressé depuis 1994 avec cinq cantons supplémentaires, la droite a vu ses gains effacés en 2008 pour redescendre à 18 sièges.
Le poids du PCF s'érode, mais reste fort dans le département avec encore 21,18 % pour les listes communistes lors du premier tour des élections cantonales de 1992. Ces derniers dirigent encore de nombreuses villes de plus de 50 000 habitants. Le PCF se maintient ainsi comme la première force politique d'un département qui penche, d'une manière générale, plutôt à gauche. Michel Germa est remplacé par le communiste Christian Favier le 23 mars 2001.
À l'occasion du Référendum sur la constitution européenne du 29 mai 2005, les Val-de-marnais ont voté à 50,1 % pour le non contre 49,9 % pour le oui. Le résultat national donna 54,68 % pour le non et 45,32 pour le oui.

## Représentation politique et administrative

### Préfets et arrondissements

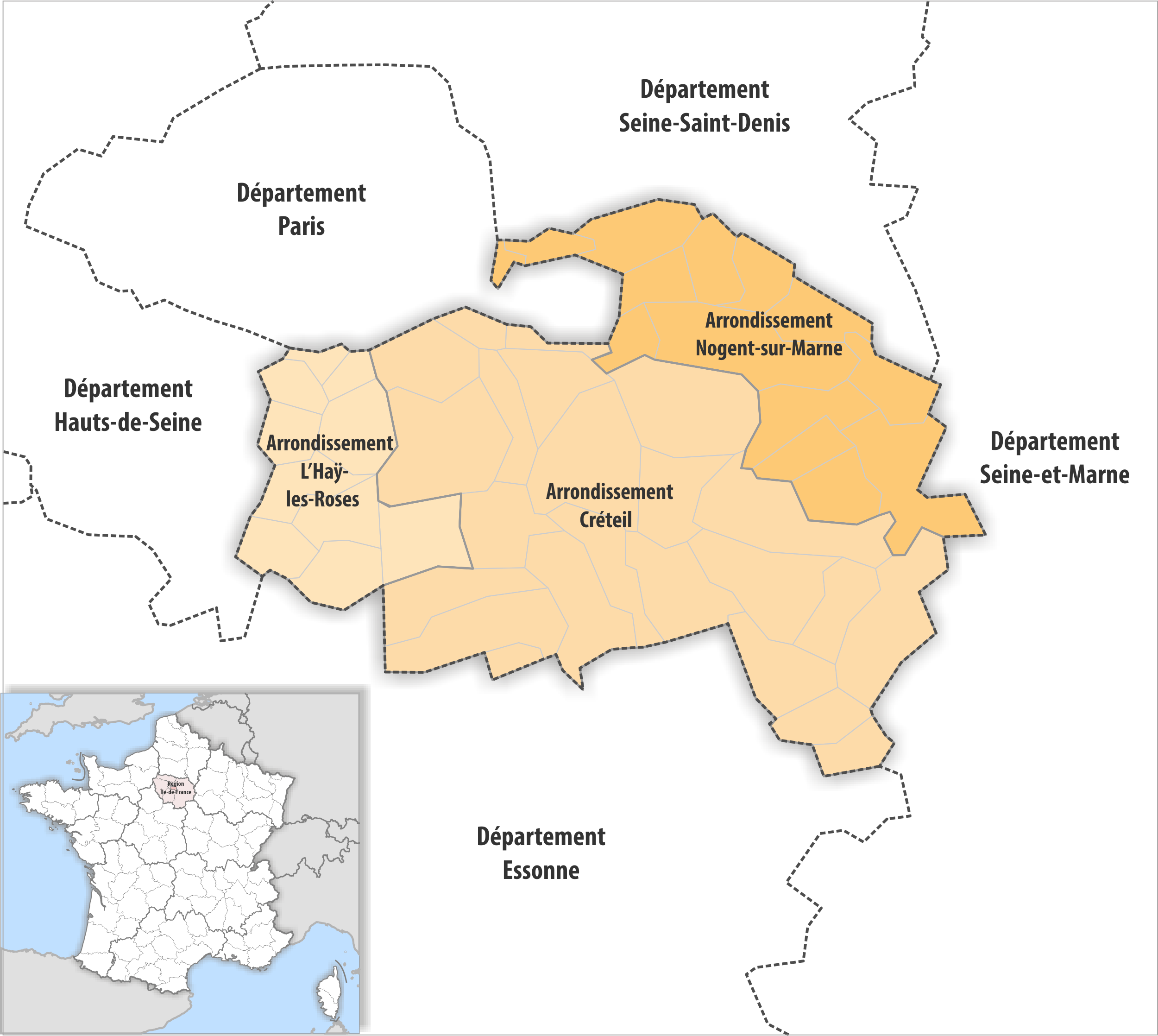
Carte des arrondissements du Val-de-Marne en 2016.

Le département du Val-de-Marne est découpé en trois arrondissements regroupant les cantons suivants :
- Arrondissement de Créteil : 
Alfortville-Nord, Alfortville-Sud, Boissy-Saint-Léger, Bonneuil-sur-Marne, Charenton-le-Pont, Choisy-le-Roi, Créteil-Nord, Créteil-Ouest, Créteil-Sud, Ivry-sur-Seine-Est, Ivry-sur-Seine-Ouest, Maisons-Alfort-Nord, Maisons-Alfort-Sud, Orly, Saint-Maur-des-Fossés-Centre, Saint-Maur-des-Fossés-Ouest, Saint-Maur-La Varenne, Sucy-en-Brie, Valenton, Villecresnes, Villeneuve-le-Roi, Villeneuve-Saint-Georges, Vitry-sur-Seine-Est, Vitry-sur-Seine-Nord, Vitry-sur-Seine-Ouest.
- Arrondissement de L'Haÿ-les-Roses : 
Arcueil, Cachan, Chevilly-Larue, Choisy-le-Roi, Fresnes, L'Haÿ-les-Roses, Ivry-sur-Seine, Le Kremlin-Bicêtre, Thiais, Villejuif, Villeneuve-Saint-Georges, Vitry-sur-Seine-1, Vitry-sur-Seine-2.
- Arrondissement de Nogent-sur-Marne : 
Bry-sur-Marne, Champigny-sur-Marne-Centre, Champigny-sur-Marne-Est, Champigny-sur-Marne-Ouest, Chennevières-sur-Marne, Fontenay-sous-Bois-Est, Fontenay-sous-Bois-Ouest, Joinville-le-Pont, Nogent-sur-Marne, Ormesson-sur-Marne, Le Perreux-sur-Marne, Saint-Mandé, Villiers-sur-Marne, Vincennes-Est, Vincennes-Ouest.

Depuis le redécoupage cantonal de 2014, un canton peut contenir des communes provenant de plusieurs arrondissements. Cela concerne les quatre cantons val-de-marnais suivants : Champigny-sur-Marne-2, Saint-Maur-des-Fossés-2, Villeneuve-Saint-Georges et Villiers-sur-Marne.
|                                          | Identité                 | Circonscription administrative | Anciennes fonctions                                                            |
| ---------------------------------------- | ------------------------ | ------------------------------ | ------------------------------------------------------------------------------ |
| Préfète                                  | Etienne Stoskopf         | Val-de-Marne                   | Conseillère maître à la Cour des comptes                                       |
| Préfète déléguée à l’égalité des chances | Véronique Deprez-Boudier | Val-de-Marne                   | Sous-préfète de Calais                                                         |
| Sous-préfets                             | Corinne Simon            | Arr. de L'Haÿ-les-Roses        | Sous-préfète d'Avesnes-sur-Helpe                                               |
| Sous-préfets                             | Sébastien Humbert        | Arr. de Nogent-sur-Marne       | Sous-préfet hors classe, secrétaire général de la préfecture de Saône-et-Loire |

### Députés européens
Gaëtan Dussausaye, conseiller régional d'Île-de-France, est élu eurodéputé lors des élections européennes de 2024. Remportant le siège de député de la 2e circonscription des Vosges lors des élections législatives anticipées, il n'exerce pas ce mandat et est remplacé par Christophe Bay.
| Nom | Nom               | Parti | Liste                                                     | Groupe                      |
| --- | ----------------- | ----- | --------------------------------------------------------- | --------------------------- |
|     | Gaëtan Dussausaye | RN    | La France revient ! Avec Jordan Bardella et Marine Le Pen | Identité et démocratie (ID) |

### Députés et circonscriptions législatives
Depuis le nouveau découpage électoral, le département comprend onze circonscriptions regroupant les cantons suivants :
- 1re circonscription : Bonneuil-sur-Marne - Champigny-sur-Marne-Ouest - Créteil-Nord - Saint-Maur-des-Fossés-Centre - Saint-Maur-des-Fossés-Ouest - Saint-Maur-La Varenne
- 2e circonscription : Choisy-le-Roi - Créteil-Ouest - Créteil-Sud - Orly
- 3e circonscription : Boissy-Saint-Léger - Valenton - Villecresnes - Villeneuve-le-Roi - Villeneuve-Saint-Georges
- 4e circonscription : Chennevières-sur-Marne - Ormesson-sur-Marne - Sucy-en-Brie - Villiers-sur-Marne
- 5e circonscription : Bry-sur-Marne - Champigny-sur-Marne-Centre - Champigny-sur-Marne-Est - Nogent-sur-Marne - Perreux-sur-Marne
- 6e circonscription : Fontenay-sous-Bois-Est - Fontenay-sous-Bois-Ouest - Saint-Mandé - Vincennes-Est - Vincennes-Ouest
- 7e circonscription : Chevilly-Larue - Fresnes - L'Haÿ-les-Roses - Thiais
- 8e circonscription : Charenton-le-Pont - Joinville-le-Pont - Maisons-Alfort-Nord - Maisons-Alfort-Sud
- 9e circonscription : Alfortville-Nord - Alfortville-Sud - Vitry-sur-Seine-Est - Vitry-sur-Seine-Ouest
- 10e circonscription : Ivry-sur-Seine-Est - Ivry-sur-Seine-Ouest - Kremlin-Bicêtre - Vitry-sur-Seine-Nord
- 11e circonscription : Arcueil - Cachan - Villejuif-Est - Villejuif-Ouest

Députés du Val-de-Marne en 2024.

| Circ. | Nom                        |  | Parti | Groupe                          | Suppléant         |
| ----- | -------------------------- |  | ----- | ------------------------------- | ----------------- |
| 1re   | Sylvain Berrios            |  | LR    | Horizons et indépendants (app.) | Adrien Caillerez  |
| 2e    | Clémence Guetté            |  | LFI   | La France insoumise             | Robin Albert      |
| 3e    | Louis Boyard               |  | LFI   | La France insoumise             | Diana Ramalho     |
| 4e    | Maud Petit                 |  | MoDem | Les Démocrates                  | Sophie Le Monnier |
| 5e    | Mathieu Lefèvre            |  | RE    | Ensemble pour la République     | Sandrine Lalanne  |
| 6e    | Guillaume Gouffier-Valente |  | RE    | Ensemble pour la République     | Annick Voisin     |
| 7e    | Vincent Jeanbrun           |  | LR-SL | Droite républicaine             | Nicolas Tryzna    |
| 8e    | Michel Herbillon           |  | LR    | Droite républicaine             | Hervé Gicquel     |
| 9e    | Isabelle Santiago          |  | PS    | Socialistes et apparentés       | Pierre Bell-Lloch |
| 10e   | Mathilde Panot             |  | LFI   | La France insoumise             | Farida Chikh      |
| 11e   | Sophie Taillé-Polian       |  | G·s   | Écologiste et social            | Djamel Arrouche   |

### Sénateurs
Lors des élections sénatoriales de 2023, six sénateurs ont été élus dans le département :
|  | Identité            | Étiquette | Groupe | Autres mandats (passés ou actuels)                                                                                     |
|  | ------------------- | --------- | ------ | --- |
|  | Christian Cambon    | LR        | REP    | Maire de Saint-Maurice (1989 → 2017) Conseiller municipal de Saint-Maurice (2017 → )                                   |
|  | Marie-Carole Ciuntu | LR        | REP    | Maire de Sucy-en-Brie (2007 → 2023) Conseillère régionale (2010 → )                                                    |
|  | Laurent Lafon       | UDI       | UC     | Maire de Vincennes (2002 → 2017) Conseiller municipal délégué de Vincennes (2017 → ) Conseiller régional (2004 → 2017) |
|  | Akli Mellouli       | DVG       | EST    | Adjoint au maire de Bonneuil-sur-Marne (2001 → 2023)                                                                   |
|  | Laurence Rossignol  | PS        | SER    | Sénatrice de l'Oise (2011 → 2014 et 2017 → 2023) Ancienne conseillère régionale de Picardie (1998 → 2015)              |
|  | Pascal Savoldelli   | PCF       | CRCE   | Conseiller général puis départemental (1998 → ) Vice-président du conseil départemental (2015 → 2017)                  |

### Conseillers régionaux
Le conseil régional d'Île-de-France compte 209 membres élus pour six ans dont 22 représentant le Val-de-Marne. Dans le détail, la liste d'union de la droite a obtenu 13 sièges, l'union de la gauche, 6, l'union du centre, 2 et le Rassemblement national, 1.
| Marie-Carole Ciuntu *                          |  | LR-SL         | 01 | Union de la droite     | Île-de-France rassemblée                   |
| Vincent JeanbrunPDT                            |  | LR-SL         | 02 | Union de la droite     | Île-de-France rassemblée                   |
| Charlotte Libert-Albanel                       |  | UDI           | 03 | Union de la droite     | Union des démocrates et indépendants       |
| Olivier Dosne                                  |  | LR            | 04 | Union de la droite     | Île-de-France rassemblée                   |
| Yasmine Camara **                              |  | LR-SL         | 05 | Union de la droite     | Île-de-France rassemblée                   |
| Laurent Jeanne **                              |  | LR-SL         | 06 | Union de la droite     | Île-de-France rassemblée                   |
| Christel Royer                                 |  | LR            | 07 | Union de la droite     | Île-de-France rassemblée                   |
| Romain Maria                                   |  | LR            | 08 | Union de la droite     | Île-de-France rassemblée                   |
| Marie-Eve Perru                                |  | MEI           | 09 | Union de la droite     | Île-de-France rassemblée                   |
| Vincent Bedu                                   |  | UDI           | 10 | Union de la droite     | Union des démocrates et indépendants       |
| Élise Gonzales                                 |  | LR            | 11 | Union de la droite     | Île-de-France rassemblée                   |
| Thierry Hebbrecht                              |  | LR-SL         | 12 | Union de la droite     | Île-de-France rassemblée                   |
| Jessie Claude                                  |  | DVD           | 13 | Union de la droite     | Île-de-France rassemblée                   |
| Fabien Guillaud-Bataille                       |  | PCF           | 01 | Union de la gauche     | Gauche communiste, écologiste et citoyenne |
| Annie Lahmer                                   |  | LÉ            | 02 | Union de la gauche     | Pôle écologiste                            |
| Jonathan KienzlenPDT                           |  | PS            | 03 | Union de la gauche     | Socialiste, écologiste et radical          |
| Colette Gergen                                 |  | PCF           | 04 | Union de la gauche     | Gauche communiste, écologiste et citoyenne |
| Philippe Bouriachi                             |  | EAC (ex-EELV) | 05 | Union de la gauche     | Pôle écologiste puis non-inscrit           |
| Hélène de Comarmond                            |  | PS            | 06 | Union de la gauche     | Socialiste, écologiste et radical          |
| Laurent Saint-Martin                           |  | LREM/RE       | 01 | Union du centre        | Majorité présidentielle                    |
| Emmanuelle Wargon                              |  | TdP           | 02 | Union du centre        | Majorité présidentielle                    |
| Gaëtan Dussausaye                              |  | RN            | 01 | Rassemblement national | Rassemblement national Île-de-France       |
| * Vice-président(e) / ** Délégué(e) spécial(e) |  |               |    |                        |                                            |

### Conseillers départementaux
Depuis le redécoupage cantonal de 2014, le nombre de cantons est passé de 49 à 25 avec un binôme paritaire élu dans chacun d'entre eux, soit 50 conseillers départementaux. À l'issue des élections départementales de 2015, la majorité sortante de gauche est reconduite et Christian Favier (Parti communiste français) est réélu à la présidence du conseil départemental par 28 voix contre 22 pour Olivier Capitanio (UMP),.
Alors que le conseil général puis départemental était détenu par les communistes depuis 1976, les élections départementales de 2021 ont conduit au basculement à droite du Val-de-Marne. Olivier Capitanio (Les Républicains, canton de Maisons-Alfort) est ainsi élu président du conseil départemental le 1er juillet 2021 par 28 voix contre 22 pour Fatiha Aggoune (PCF), candidate de Val-de-Marne en commun (premier groupe d'opposition), chaque candidat faisant le plein dans leurs camps respectifs.
| Canton                   | Conseillers              | Partis | Partis | Groupes                                      |
| ------------------------ | ------------------------ | ------ | ------ | -------------------------------------------- |
| Alfortville              | Mohamed Chikouche        |        | PS     | Socialiste                                   |
| Alfortville              | Isabelle Santiago        |        | PS     | Socialiste                                   |
| Cachan                   | Samuel Besnard           |        | PS     | Socialiste                                   |
| Cachan                   | Hélène Peccolo           |        | LÉ     | Écologistes et Citoyens                      |
| Champigny-sur-Marne-1    | Michel Duvaudier         |        | LR     | Les Républicains, Libres ! et Indépendants   |
| Champigny-sur-Marne-1    | Catherine Mussotte-Guedj |        | DVD    | Les Républicains, Libres ! et Indépendants   |
| Champigny-sur-Marne-2    | Jean-Pierre Barnaud      |        | UDI    | UDI et apparentés                            |
| Champigny-sur-Marne-2    | Geneviève Carpe          |        | SL     | Les Républicains, Libres ! et Indépendants   |
| Charenton-le-Pont        | Chantal Durand           |        | LR     | Les Républicains, Libres ! et Indépendants   |
| Charenton-le-Pont        | Hervé Gicquel            |        | LR     | Les Républicains, Libres ! et Indépendants   |
| Choisy-le-Roi            | Kristell Niasme          |        | LR     | Les Républicains, Libres ! et Indépendants   |
| Choisy-le-Roi            | Tonino Panetta           |        | LR     | Les Républicains, Libres ! et Indépendants   |
| Créteil-1                | Antoine Pelissolo        |        | PS     | Socialiste                                   |
| Créteil-1                | Josette Sol              |        | PS     | Socialiste                                   |
| Créteil-2                | Frédérique Hachmi        |        | PS     | Socialiste                                   |
| Créteil-2                | Bruno Hélin              |        | PS     | Socialiste                                   |
| Fontenay-sous-Bois       | Franck Mora              |        | PCF    | Val-de-Marne en commun – PCF et citoyen·ne·s |
| Fontenay-sous-Bois       | Sokona Niakhaté          |        | PCF    | Val-de-Marne en commun – PCF et citoyen·ne·s |
| L'Haÿ-les-Roses          | Antoine Madelin          |        | LR     | Les Républicains, Libres ! et Indépendants   |
| L'Haÿ-les-Roses          | Mélanie Nowak            |        | UDI    | UDI et apparentés                            |
| Ivry-sur-Seine           | Nicolas Bescond          |        | PCF    | Val-de-Marne en commun – PCF et citoyen·ne·s |
| Ivry-sur-Seine           | Lamya Kirouani           |        | PCF    | Val-de-Marne en commun – PCF et citoyen·ne·s |
| Le Kremlin-Bicêtre       | Fatiha Aggoune           |        | PCF    | Val-de-Marne en commun – PCF et citoyen·ne·s |
| Le Kremlin-Bicêtre       | Ibrahima Traoré          |        | PCF    | Val-de-Marne en commun – PCF et citoyen·ne·s |
| Maisons-Alfort           | Olivier Capitanio        |        | LR     | Les Républicains, Libres ! et Indépendants   |
| Maisons-Alfort           | Mary-France Parrain      |        | LR     | Les Républicains, Libres ! et Indépendants   |
| Nogent-sur-Marne         | Paul Bazin               |        | LR     | Les Républicains, Libres ! et Indépendants   |
| Nogent-sur-Marne         | Déborah Münzer           |        | LR     | Les Républicains, Libres ! et Indépendants   |
| Orly                     | Daniel Guérin            |        | GRS    | Non-inscrit                                  |
| Orly                     | Imène Souid-Ben Cheikh   |        | DVG    | Val-de-Marne en commun – PCF et citoyen·ne·s |
| Plateau briard           | Karine Bastier           |        | LR     | Les Républicains, Libres ! et Indépendants   |
| Plateau briard           | Patrick Farcy            |        | UDI    | UDI et apparentés                            |
| Saint-Maur-des-Fossés-1  | Laurence Coulon          |        | LR     | Les Républicains, Libres ! et Indépendants   |
| Saint-Maur-des-Fossés-1  | Germain Roesch           |        | LR     | Les Républicains, Libres ! et Indépendants   |
| Saint-Maur-des-Fossés-2  | Jean-Daniel Amsler       |        | LR     | Les Républicains, Libres ! et Indépendants   |
| Saint-Maur-des-Fossés-2  | Marie-Christine Ségui    |        | LR     | Les Républicains, Libres ! et Indépendants   |
| Thiais                   | Patricia Korchef-Lambert |        | LR     | Les Républicains, Libres ! et Indépendants   |
| Thiais                   | Nicolas Tryzna           |        | LR     | Les Républicains, Libres ! et Indépendants   |
| Villejuif                | Pierre Garzon            |        | PCF    | Val-de-Marne en commun – PCF et citoyen·ne·s |
| Villejuif                | Flore Munck              |        | PCF    | Val-de-Marne en commun – PCF et citoyen·ne·s |
| Villeneuve-Saint-Georges | Françoise Lecoufle       |        | LR     | Les Républicains, Libres ! et Indépendants   |
| Villeneuve-Saint-Georges | Metin Yavuz              |        | LR     | Les Républicains, Libres ! et Indépendants   |
| Villiers-sur-Marne       | Jacques-Alain Benisti    |        | LR     | Les Républicains, Libres ! et Indépendants   |
| Villiers-sur-Marne       | Sabine Patoux            |        | SL     | Les Républicains, Libres ! et Indépendants   |
| Vincennes                | Odile Séguret            |        | UDI    | UDI et apparentés                            |
| Vincennes                | Julien Weil              |        | LR     | Les Républicains, Libres ! et Indépendants   |
| Vitry-sur-Seine-1        | Frédéric Bourdon         |        | ECO    | Écologistes et Citoyens                      |
| Vitry-sur-Seine-1        | Naïga Stefel             |        | LÉ     | Écologistes et Citoyens                      |
| Vitry-sur-Seine-2        | Évelyne Rabardel         |        | PCF    | Val-de-Marne en commun – PCF et citoyen·ne·s |
| Vitry-sur-Seine-2        | Hocine Tmimi             |        | PCF    | Val-de-Marne en commun – PCF et citoyen·ne·s |

Le 1er juillet 2021, lors de la session d'installation du conseil départemental, huit vice-présidents et sept vice-présidentes ont été élus.
|     | Identité                 | Groupe | Attributions                                                                                       |
| --- | ------------------------ | ------ | -------------------------------------------------------------------------------------------------- |
| 1er | Paul Bazin               | LRLI   | Solidarités, petite enfance et protection maternelle et infantile                                  |
| 2e  | Françoise Lecoufle       | LRLI   | Infrastructures routières et navigables                                                            |
| 3e  | Michel Duvaudier         | LRLI   | Habitat, logement et politique de la ville                                                         |
| 4e  | Odile Séguret            | UDI    | Autonomie des personnes âgées et des personnes en situation de handicap                            |
| 5e  | Hervé Gicquel            | LRLI   | Finances, commande publique, évaluation des politiques publiques et développement numérique        |
| 6e  | Marie-Christine Ségui    | LRLI   | Prévention et protection de l'enfance et de l'adolescence et coopération internationale            |
| 7e  | Nicolas Tryzna           | LRLI   | Collèges, jeunesse, réussite éducative, restauration scolaire, enseignement supérieur et recherche |
| 8e  | Laurence Coulon          | LRLI   | Affaires européennes et patrimoniales et relations avec les organismes associés                    |
| 9e  | Julien Weil              | LRLI   | Ressources humaines et affaires juridiques                                                         |
| 10e | Déborah Münzer           | LRLI   | Culture, vie associative, éducation artistique et culturelle et tourisme                           |
| 11e | Jean-Pierre Barnaud      | UDI    | Patrimoine environnemental, biodiversité, agriculture urbaine et bien-être animal                  |
| 12e | Chantal Durand           | LRLI   | Eau et assainissement                                                                              |
| 13e | Tonino Panetta           | LRLI   | Insertion professionnelle, formation, développement de l'économie sociale et solidaire et RSA      |
| 14e | Patricia Korchef-Lambert | LRLI   | Sports                                                                                             |
| 15e | Jean-Daniel Amsler       | LRLI   | Transports et circulation, anciens combattants                                                     |

| Identité              | Groupe | Attributions                                                                                                 |
| --------------------- | ------ | --- |
| Karine Bastier        | LRLI   | Égalité femmes-hommes et mise en œuvre de l'action en faveur des personnes atteintes de troubles autistiques |
| Antoine Madelin       | LRLI   | Prévention et sécurité                                                                                       |
| Sabine Patoux         | LRLI   | Transition énergétique                                                                                       |
| Jacques-Alain Bénisti | LRLI   | Aménagement et attractivité du territoire                                                                    |

Par ailleurs, des conseillères et conseillers départementaux délégués ont été désignés :
- Catherine Mussotte-Guedj : action sociale territoriale
- Germain Roesch : développement numérique
- Geneviève Carpe : santé
- Métin Yavuz : rénovation urbaine
- Mary-France Parrain : réussite éducative et restauration scolaire
- Patrick Farcy : espaces forestiers
- Mélanie Nowak : développement du tourisme, enseignement supérieur et recherche
- Kristell Niasme : espaces naturels sensibles et lutte contre les nuisances

Groupes politiques
Le conseil départemental du Val-de-Marne compte cinq groupes politiques : deux appartiennent à la majorité et trois à l'opposition.
| Groupe                                       | Sigle | Président/Co-présidents         | Statut     | Effectif |
| -------------------------------------------- | ----- | ------------------------------- | ---------- | -------- |
| Les Républicains, Libres ! et Indépendants   | LRLI  | Nicolas Tryzna                  | majorité   | 24       |
| UDI et apparentés                            | UDI   | Jean-Pierre Barnaud             | majorité   | 4        |
| Val-de-Marne en commun – PCF et citoyen·ne·s | VMEC  | Fatiha Aggoune                  | opposition | 11       |
| Socialiste                                   | SOC   | Bruno Hélin                     | opposition | 7        |
| Écologistes et Citoyens                      | E&C   | Frédéric Bourdon/Hélène Peccolo | opposition | 3        |

Par ailleurs, Daniel Guérin, élu dans le canton d'Orly, siège en tant que non-inscrit.

### Présidents d'intercommunalités

Les territoires du Grand Paris.

L'intégralité du département du Val-de-Marne appartient à la métropole du Grand Paris et est divisée en trois établissements publics territoriaux (EPT).
|     | Établissement public territorial | Établissement public territorial | Président         | Parti | Parti | Élection |
| --- | -------------------------------- | -------------------------------- | ----------------- | ----- | ----- | -------- |
| T10 |                                  | Paris-Est-Marne et Bois          | Olivier Capitanio |       | LR    | 2020     |
| T11 |                                  | Grand Paris Sud Est Avenir       | Laurent Cathala   |       | PS    | 2016     |
| T12 |                                  | Grand-Orly Seine Bièvre          | Michel Leprêtre   |       | PCF   | 2016     |

### Maires

Carte des 47 communes du Val-de-Marne au 1er janvier 2020.

| Commune                  | Maire                    |  | Parti | Élection | Population |
| ------------------------ | ------------------------ |  | ----- | -------- | ---------- |
| Ablon-sur-Seine          | Éric Grillon             |  | LR    | 2014     | 6 029      |
| Alfortville              | Luc Carvounas            |  | PS    | 2020     | 45 569     |
| Arcueil                  | Christian Métairie       |  | LÉ    | 2016     | 21 868     |
| Boissy-Saint-Léger       | Régis Charbonnier        |  | PS    | 2008     | 17 335     |
| Bonneuil-sur-Marne       | Denis Öztorun            |  | PCF   | 2021     | 18 340     |
| Bry-sur-Marne            | Charles Aslangul         |  | LR    | 2020     | 18 095     |
| Cachan                   | Hélène de Comarmond      |  | PS    | 2018     | 30 526     |
| Champigny-sur-Marne      | Laurent Jeanne           |  | SL    | 2020     | 78 367     |
| Charenton-le-Pont        | Hervé Gicquel            |  | LR    | 2016     | 28 756     |
| Chennevières-sur-Marne   | Jean-Pierre Barnaud      |  | UDI   | 2014     | 18 295     |
| Chevilly-Larue           | Stéphanie Daumin         |  | PCF   | 2014     | 19 813     |
| Choisy-le-Roi            | Tonino Panetta           |  | LR    | 2020     | 46 122     |
| Créteil                  | Laurent Cathala          |  | PS    | 1977     | 92 859     |
| Fontenay-sous-Bois       | Jean-Philippe Gautrais   |  | PCF   | 2016     | 52 646     |
| Fresnes                  | Marie Chavanon           |  | PS    | 2017     | 29 298     |
| Gentilly                 | Fatah Aggoune            |  | PCF   | 2024     | 18 883     |
| Ivry-sur-Seine           | Philippe Bouyssou        |  | PCF   | 2015     | 64 526     |
| Joinville-le-Pont        | Olivier Dosne            |  | LR    | 2008     | 20 784     |
| L'Haÿ-les-Roses          | Vincent Jeanbrun         |  | SL    | 2014     | 31 338     |
| La Queue-en-Brie         | Jean-Paul Faure-Soulet   |  | LR    | 2014     | 12 074     |
| Le Kremlin-Bicêtre       | Jean-François Delage     |  | MRC   | 2024     | 23 678     |
| Le Perreux-sur-Marne     | Christel Royer           |  | LR    | 2016     | 34 654     |
| Le Plessis-Trévise       | Didier Dousset           |  | MoDem | 2014     | 21 096     |
| Limeil-Brévannes         | Françoise Lecoufle       |  | LR    | 2014     | 27 806     |
| Maisons-Alfort           | Mary-France Parrain      |  | LR    | 2021     | 57 422     |
| Mandres-les-Roses        | Yves Thoreau             |  | DVD   | 2020     | 4 876      |
| Marolles-en-Brie         | Alphonse Boye            |  | DVD   | 2020     | 4 685      |
| Nogent-sur-Marne         | Jacques J. P. Martin     |  | DVD   | 2001     | 32 998     |
| Noiseau                  | Yvan Femel               |  | LR    | 2014     | 4 619      |
| Orly                     | Imène Souid-Ben Cheikh   |  | DVG   | 2023     | 24 488     |
| Ormesson-sur-Marne       | Marie-Christine Ségui    |  | LR    | 2014     | 10 589     |
| Périgny                  | Arnaud Védie             |  | DVD   | 2020     | 2 744      |
| Rungis                   | Bruno Marcillaud         |  | DVD   | 2020     | 5 669      |
| Saint-Mandé              | Julien Weil              |  | LR    | 2020     | 21 223     |
| Saint-Maur-des-Fossés    | Sylvain Berrios          |  | LR    | 2014     | 76 010     |
| Saint-Maurice            | Igor Sémo                |  | LR    | 2017     | 14 411     |
| Santeny                  | Vincent Bedu             |  | UDI   | 2020     | 3 958      |
| Sucy-en-Brie             | Olivier Trayaux          |  | LR    | 2023     | 27 593     |
| Thiais                   | Richard Dell'Agnola      |  | LR    | 1983     | 32 006     |
| Valenton                 | Metin Yavuz              |  | LR    | 2020     | 14 453     |
| Villecresnes             | Patrick Farcy            |  | DVC   | 2020     | 11 650     |
| Villejuif                | Pierre Garzon            |  | PCF   | 2020     | 58 142     |
| Villeneuve-le-Roi        | Didier Gonzales          |  | LR    | 2001     | 20 871     |
| Villeneuve-Saint-Georges | Philippe Gaudin          |  | DVD   | 2020     | 36 170     |
| Villiers-sur-Marne       | Jacques-Alain Bénisti    |  | LR    | 1995     | 32 547     |
| Vincennes                | Charlotte Libert-Albanel |  | UDI   | 2017     | 48 368     |
| Vitry-sur-Seine          | Pierre Bell-Lloch        |  | PCF   | 2020     | 95 282     |

## Résultats électoraux

### Élections présidentielles
- Élection présidentielle de 2022 :

|                          |                                               | Premier tour 10 avril 2022 | Premier tour 10 avril 2022       | Second tour 24 avril 2022 | Second tour 24 avril 2022        |
|                          |                                               | Nombre                     | % des inscrits                   | Nombre                    | % des inscrits                   |
| Inscrits                 | Inscrits                                      | -                          | 100,00                           | -                         | 100,00                           |
| Abstentions              | Abstentions                                   | -                          | -                                | -                         | -                                |
| Votants                  | Votants                                       | -                          | -                                | -                         | -                                |
|                          |                                               |                            | % des votants                    |                           | % des votants                    |
| Bulletins blancs         | Bulletins blancs                              | -                          | -                                | -                         | -                                |
| Bulletins nuls           | Bulletins nuls                                | -                          | -                                | -                         | -                                |
| Suffrages exprimés       | Suffrages exprimés                            | -                          | -                                | -                         | -                                |
|                          |                                               |                            |                                  |                           |                                  |
| Candidat Parti politique | Candidat Parti politique                      | Voix                       | % des exprimés Différence France | Voix                      | % des exprimés Différence France |
|                          | Nathalie Arthaud Lutte ouvrière               | -                          | -                                |                           |                                  |
|                          | Fabien Roussel Parti communiste français      | -                          | -                                |                           |                                  |
|                          | Emmanuel Macron La République en marche       | -                          | -                                |                           |                                  |
|                          | Jean Lassalle Résistons                       | -                          | -                                |                           |                                  |
|                          | Marine Le Pen Rassemblement national          | -                          | -                                |                           |                                  |
|                          | Éric Zemmour Reconquête                       | -                          | -                                |                           |                                  |
|                          | Jean-Luc Mélenchon La France insoumise        | -                          | -                                |                           |                                  |
|                          | Anne Hidalgo Parti socialiste                 | -                          | -                                |                           |                                  |
|                          | Yannick Jadot Europe Écologie Les Verts       | -                          | -                                |                           |                                  |
|                          | Valérie Pécresse Les Républicains             | -                          | -                                |                           |                                  |
|                          | Philippe Poutou Nouveau Parti anticapitaliste | -                          | -                                |                           |                                  |
|                          | Nicolas Dupont-Aignan Debout la France        | -                          | -                                |                           |                                  |
| Source :                 |                                               |                            |                                  |                           |                                  |

- Élection présidentielle de 2017 :

|                                                  |                                                  | Premier tour 23 avril 2017 | Premier tour 23 avril 2017 | Second tour 7 mai 2017 | Second tour 7 mai 2017 |
|                                                  |                                                  | Nombre                     | % des inscrits             | Nombre                 | % des inscrits         |
| Inscrits                                         | Inscrits                                         | 785 540                    | 100,00                     | 785 586                | 100,00                 |
| Abstentions                                      | Abstentions                                      | 164 068                    | 20,89                      | 207 455                | 26,41                  |
| Votants                                          | Votants                                          | 621 472                    | 79,11                      | 578 131                | 73,59                  |
|                                                  |                                                  |                            | % des votants              |                        | % des votants          |
| Bulletins blancs                                 | Bulletins blancs                                 | 9 925                      | 1,60                       | 43 777                 | 7,57                   |
| Bulletins nuls                                   | Bulletins nuls                                   | 3 760                      | 0,61                       | 12 536                 | 2,17                   |
| Suffrages exprimés                               | Suffrages exprimés                               | 607 787                    | 97,80                      | 521 818                | 90,26                  |
|                                                  |                                                  |                            |                            |                        |                        |
| Candidat Parti politique                         | Candidat Parti politique                         | Voix                       | % des exprimés             | Voix                   | % des exprimés         |
|                                                  | Emmanuel Macron En marche !                      | 172 202                    | 28,33                      | 419 145                | 80,32                  |
|                                                  | Jean-Luc Mélenchon La France insoumise           | 149 112                    | 24,53                      |                        |                        |
|                                                  | François Fillon Les Républicains                 | 122 814                    | 20,21                      |                        |                        |
|                                                  | Marine Le Pen Front national                     | 69 878                     | 11,50                      | 102 673                | 19,68                  |
|                                                  | Benoît Hamon Parti socialiste                    | 47 228                     | 7,77                       |                        |                        |
|                                                  | Nicolas Dupont-Aignan Debout la France           | 26 252                     | 4,32                       |                        |                        |
|                                                  | François Asselineau Union populaire républicaine | 7 303                      | 1,20                       |                        |                        |
|                                                  | Philippe Poutou Nouveau Parti anticapitaliste    | 5 226                      | 0,86                       |                        |                        |
|                                                  | Jean Lassalle Résistons                          | 3 957                      | 0,65                       |                        |                        |
|                                                  | Nathalie Arthaud Lutte ouvrière                  | 2 749                      | 0,45                       |                        |                        |
|                                                  | Jacques Cheminade Solidarité et progrès          | 1 066                      | 0,18                       |                        |                        |
| Source : Ministère de l'Intérieur - Val-de-Marne |                                                  |                            |                            |                        |                        |

- Élection présidentielle de 2012 :

|                                                  | Eva Joly Europe Écologie Les Verts                | 15 392  | 2,63   |         |        |
|                                                  | Marine Le Pen Front national                      | 69 399  | 11,86  |         |        |
|                                                  | Nicolas Sarkozy Union pour un mouvement populaire | 155 552 | 26,57  | 256 900 | 43,52  |
|                                                  | Jean-Luc Mélenchon Front de gauche                | 81 950  | 14,00  |         |        |
|                                                  | Philippe Poutou Nouveau Parti anticapitaliste     | 4 946   | 0,84   |         |        |
|                                                  | Nathalie Arthaud Lutte ouvrière                   | 2 217   | 0,38   |         |        |
|                                                  | Jacques Cheminade Solidarité et progrès           | 1 498   | 0,26   |         |        |
|                                                  | François Bayrou Mouvement démocrate               | 51 892  | 8,86   |         |        |
|                                                  | Nicolas Dupont-Aignan Debout la République        | 9 735   | 1,66   |         |        |
|                                                  | François Hollande Parti socialiste                | 192 781 | 32,93  | 333 347 | 56,48  |
|                                                  |                                                   |         |        |         |        |
| Inscrits                                         | Inscrits                                          | 767 571 | 100,00 | 767 965 | 100,00 |
| Abstentions                                      | Abstentions                                       | 172 708 | 22,50  | 150 029 | 19,54  |
| Votants                                          | Votants                                           | 594 863 | 77,50  | 617 936 | 80,46  |
| Blancs ou nuls                                   | Blancs ou nuls                                    | 9 501   | 1,60   | 27 689  | 4,48   |
| Exprimés                                         | Exprimés                                          | 585 362 | 98,40  | 590 247 | 95,52  |
| Source : Ministère de l'Intérieur - Val-de-Marne |                                                   |         |        |         |        |

- Élection présidentielle de 2007 :

|                                                  | François Bayrou Union pour la démocratie française   | 124 697 | 19,76  |         |        |
|                                                  | Olivier Besancenot Ligue communiste révolutionnaire  | 22 154  | 3,51   |         |        |
|                                                  | José Bové Sans étiquette                             | 6 766   | 1,07   |         |        |
|                                                  | Marie-George Buffet Gauche populaire et antilibérale | 19 232  | 3,05   |         |        |
|                                                  | Arlette Laguiller Lutte ouvrière                     | 5 875   | 0,93   |         |        |
|                                                  | Jean-Marie Le Pen Front national                     | 46 119  | 7,31   |         |        |
|                                                  | Frédéric Nihous Chasse, pêche, nature et traditions  | 1 779   | 0,28   |         |        |
|                                                  | Ségolène Royal Parti socialiste                      | 183 058 | 29,00  | 304 978 | 50,20  |
|                                                  | Nicolas Sarkozy Union pour un mouvement populaire    | 200 836 | 31,82  | 302 513 | 49,80  |
|                                                  | Gérard Schivardi Parti des travailleurs              | 1 549   | 0,25   |         |        |
|                                                  | Philippe de Villiers Mouvement pour la France        | 8 951   | 1,42   |         |        |
|                                                  | Dominique Voynet Les Verts                           | 10 132  | 1,61   |         |        |
|                                                  |                                                      |         |        |         |        |
| Inscrits                                         | Inscrits                                             | 745 956 | 100,00 | 746 130 | 100,00 |
| Abstentions                                      | Abstentions                                          | 107 724 | 14,44  | 115 313 | 15,45  |
| Votants                                          | Votants                                              | 638 232 | 85,56  | 630 817 | 84,55  |
| Blancs ou nuls                                   | Blancs ou nuls                                       | 7 084   | 1,11   | 23 326  | 3,70   |
| Exprimés                                         | Exprimés                                             | 631 148 | 98,89  | 607 491 | 96,30  |
| Source : Ministère de l'Intérieur - Val-de-Marne |                                                      |         |        |         |        |

- Élection présidentielle de 2002 :

|                                                  | Bruno Mégret Mouvement national républicain          | 8 634   | 1,95   |         |        |
|                                                  | Corinne Lepage Cap21                                 | 8 957   | 2,03   |         |        |
|                                                  | Daniel Gluckstein Parti des travailleurs             | 1 926   | 0,44   |         |        |
|                                                  | François Bayrou Union pour la démocratie française   | 31 862  | 7,21   |         |        |
|                                                  | Jacques Chirac Rassemblement pour la République      | 85 658  | 19,38  | 448 375 | 86,22  |
|                                                  | Jean-Marie Le Pen Front national                     | 63 397  | 14,34  | 71 632  | 13,78  |
|                                                  | Christiane Taubira Parti radical de gauche           | 18 190  | 4,11   |         |        |
|                                                  | Jean Saint-Josse Chasse, pêche, nature et traditions | 3 889   | 0,88   |         |        |
|                                                  | Noël Mamère Les Verts                                | 27 748  | 6,28   |         |        |
|                                                  | Lionel Jospin Parti socialiste                       | 75 838  | 17,16  |         |        |
|                                                  | Christine Boutin Forum des républicains sociaux      | 3 412   | 0,77   |         |        |
|                                                  | Robert Hue Parti communiste français                 | 23 964  | 5,42   |         |        |
|                                                  | Jean-Pierre Chevènement Mouvement des citoyens       | 30 332  | 6,86   |         |        |
|                                                  | Alain Madelin Démocratie libérale                    | 21 640  | 4,90   |         |        |
|                                                  | Arlette Laguiller Lutte ouvrière                     | 20 764  | 4,70   |         |        |
|                                                  | Olivier Besancenot Ligue communiste révolutionnaire  | 15 854  | 3,59   |         |        |
|                                                  |                                                      |         |        |         |        |
| Inscrits                                         | Inscrits                                             | 677 517 | 100,00 | 677 572 | 100,00 |
| Abstentions                                      | Abstentions                                          | 224 607 | 33,15  | 137 416 | 20,28  |
| Votants                                          | Votants                                              | 452 910 | 66,85  | 540 156 | 79,72  |
| Blancs ou nuls                                   | Blancs ou nuls                                       | 10 845  | 2,39   | 20 149  | 3,73   |
| Exprimés                                         | Exprimés                                             | 442 065 | 97,61  | 520 007 | 96,27  |
| Source : Ministère de l'Intérieur - Val-de-Marne |                                                      |         |        |         |        |

- Élection présidentielle de 1995 :

|                                        | Philippe de Villiers Mouvement pour la France             | 16 377  | 3,20   |         |        |
|                                        | Jean-Marie Le Pen Front national                          | 68 252  | 13,33  |         |        |
|                                        | Jacques Chirac Rassemblement pour la République           | 119 796 | 23,40  | 271 531 | 52,99  |
|                                        | Arlette Laguiller Lutte ouvrière                          | 26 880  | 5,25   |         |        |
|                                        | Jacques Cheminade Fédération pour une nouvelle solidarité | 1 092   | 0,21   |         |        |
|                                        | Lionel Jospin Parti socialiste                            | 121 042 | 23,64  | 240 906 | 47,01  |
|                                        | Dominique Voynet Les Verts                                | 17 631  | 3,44   |         |        |
|                                        | Édouard Balladur Rassemblement pour la République diss.   | 76 488  | 14,94  |         |        |
|                                        | Robert Hue Parti communiste français                      | 64 483  | 12,59  |         |        |
|                                        |                                                           |         |        |         |        |
| Inscrits                               | Inscrits                                                  | 692 561 | 100,00 | 692 407 | 100,00 |
| Abstentions                            | Abstentions                                               | 169 752 | 24,51  | 149 678 | 21,62  |
| Votants                                | Votants                                                   | 522 809 | 75,49  | 542 729 | 78,38  |
| Blancs ou nuls                         | Blancs ou nuls                                            | 10 768  | 2,06   | 30 292  | 5,58   |
| Exprimés                               | Exprimés                                                  | 512 041 | 97,94  | 512 437 | 94,42  |
| Source : Politiquemania - Val-de-Marne |                                                           |         |        |         |        |

- Élection présidentielle de 1988 :

|                                        | Raymond Barre Union pour la démocratie française        | 77 060  | 14,03  |         |        |
|                                        | Pierre Juquin Communiste rénovateur                     | 14 763  | 2,69   |         |        |
|                                        | Jean-Marie Le Pen Front national                        | 85 940  | 15,65  |         |        |
|                                        | Jacques Chirac Rassemblement pour la République         | 106 428 | 19,38  | 244 943 | 44,58  |
|                                        | François Mitterrand Parti socialiste                    | 172 814 | 31,46  | 304 475 | 55,42  |
|                                        | Pierre Boussel Mouvement pour un parti des travailleurs | 2 317   | 0,42   |         |        |
|                                        | Antoine Waechter Les Verts                              | 20 882  | 3,80   |         |        |
|                                        | Arlette Laguiller Lutte ouvrière                        | 8 976   | 1,63   |         |        |
|                                        | André Lajoinie Parti communiste français                | 60 123  | 10,95  |         |        |
|                                        |                                                         |         |        |         |        |
| Inscrits                               | Inscrits                                                | 700 106 | 100,00 | 699 619 | 100,00 |
| Abstentions                            | Abstentions                                             | 139 819 | 19,97  | 127 522 | 18,23  |
| Votants                                | Votants                                                 | 560 287 | 80,03  | 572 097 | 81,77  |
| Blancs ou nuls                         | Blancs ou nuls                                          | 10 984  | 1,96   | 22 679  | 3,96   |
| Exprimés                               | Exprimés                                                | 549 303 | 98,04  | 549 418 | 96,04  |
| Source : Politiquemania - Val-de-Marne |                                                         |         |        |         |        |

- Élection présidentielle de 1981 :

|                                        | Arlette Laguiller Lutte ouvrière                   | 12 285  | 2,15   |         |        |
|                                        | Marie-France Garaud Divers droite gaulliste        | 8 932   | 1,57   |         |        |
|                                        | Michel Crépeau Mouvement des radicaux de gauche    | 14 317  | 2,51   |         |        |
|                                        | Huguette Bouchardeau Parti socialiste unifié       | 8 273   | 1,45   |         |        |
|                                        | Brice Lalonde Mouvement d'écologie politique       | 26 963  | 4,73   |         |        |
|                                        | François Mitterrand Parti socialiste               | 140 645 | 24,65  | 329 901 | 56,71  |
|                                        | Valéry Giscard d'Estaing Républicains indépendants | 124 553 | 21,83  | 251 803 | 43,29  |
|                                        | Georges Marchais Parti communiste français         | 121 964 | 21,37  |         |        |
|                                        | Michel Debré Divers droite gaulliste               | 9 125   | 1,60   |         |        |
|                                        | Jacques Chirac Rassemblement pour la République    | 103 583 | 18,15  |         |        |
|                                        |                                                    |         |        |         |        |
| Inscrits                               | Inscrits                                           | 716 445 | 100,00 | 716 410 | 100,00 |
| Abstentions                            | Abstentions                                        | 136 797 | 19,09  | 114 227 | 15,94  |
| Votants                                | Votants                                            | 579 648 | 80,91  | 602 183 | 84,06  |
| Blancs ou nuls                         | Blancs ou nuls                                     | 9 008   | 1,55   | 20 479  | 3,40   |
| Exprimés                               | Exprimés                                           | 570 640 | 98,45  | 581 704 | 96,60  |
| Source : Politiquemania - Val-de-Marne |                                                    |         |        |         |        |

- Élection présidentielle de 1974 :

|                                        | Jacques Chaban-Delmas Union des démocrates pour la République | 63 221  | 12,08  |         |        |
|                                        | René Dumont Écologiste                                        | 10 813  | 2,07   |         |        |
|                                        | Valéry Giscard d'Estaing Républicains indépendants            | 157 370 | 30,08  | 239 465 | 44,94  |
|                                        | Guy Héraud Fédéraliste européen                               | 269     | 0,05   |         |        |
|                                        | Alain Krivine Ligue communiste révolutionnaire                | 2 165   | 0,41   |         |        |
|                                        | Arlette Laguiller Lutte ouvrière                              | 9 926   | 1,90   |         |        |
|                                        | Jean-Marie Le Pen Front national                              | 4 162   | 0,80   |         |        |
|                                        | François Mitterrand Parti socialiste                          | 256 470 | 49,02  | 293 396 | 55,06  |
|                                        | Émile Muller Mouvement démocrate-socialiste de France         | 3 357   | 0,64   |         |        |
|                                        | Bertrand Renouvin Nouvelle Action royaliste                   | 819     | 0,16   |         |        |
|                                        | Jean Royer Divers droite                                      | 13 748  | 2,63   |         |        |
|                                        | Jean-Claude Sebag Mouvement fédéraliste européen              | 882     | 0,17   |         |        |
|                                        |                                                               |         |        |         |        |
| Inscrits                               | Inscrits                                                      | 611 444 | 100,00 | 611 460 | 100,00 |
| Abstentions                            | Abstentions                                                   | 84 989  | 13,90  | 71 171  | 11,64  |
| Votants                                | Votants                                                       | 526 455 | 86,10  | 540 289 | 88,36  |
| Blancs ou nuls                         | Blancs ou nuls                                                | 3 253   | 0,62   | 7 428   | 1,37   |
| Exprimés                               | Exprimés                                                      | 523 202 | 99,38  | 532 861 | 98,63  |
| Source : Politiquemania - Val-de-Marne |                                                               |         |        |         |        |

- Élection présidentielle de 1969 :

|                                        | Gaston Defferre Section française de l'Internationale ouvrière | 21 525  | 4,55   |         |        |
|                                        | Louis Ducatel Radical-socialiste indépendant                   | 4 835   | 1,02   |         |        |
|                                        | Jacques Duclos Parti communiste français                       | 143 743 | 30,40  |         |        |
|                                        | Alain Krivine Ligue communiste                                 | 5 803   | 1,23   |         |        |
|                                        | Alain Poher Centre démocrate                                   | 93 558  | 19,78  | 130 421 | 41,05  |
|                                        | Georges Pompidou Union pour la défense de la République        | 182 007 | 38,49  | 187 320 | 58,95  |
|                                        | Michel Rocard Parti socialiste unifié                          | 21 418  | 4,53   |         |        |
|                                        |                                                                |         |        |         |        |
| Inscrits                               | Inscrits                                                       | 595 435 | 100,00 | 595 311 | 100,00 |
| Abstentions                            | Abstentions                                                    | 118 548 | 19,91  | 253 914 | 42,65  |
| Votants                                | Votants                                                        | 476 887 | 80,09  | 341 397 | 57,35  |
| Blancs ou nuls                         | Blancs ou nuls                                                 | 3 998   | 0,84   | 23 656  | 6,93   |
| Exprimés                               | Exprimés                                                       | 472 889 | 99,16  | 317 741 | 93,07  |
| Source : Politiquemania - Val-de-Marne |                                                                |         |        |         |        |

### Élections européennes
- Élections européennes de 2024 :

| - Liste Aubry (LFI) - Liste Bardella (RN-LAF) - Liste Glucksmann (PS-PP) - Liste Hayer (ENS-UDI) | |         |        |
| Liste Étiquette politique (partis et alliances)                                                  | Liste Étiquette politique (partis et alliances) | Voix    | %      |
|                                                                                                  | La France insoumise - Union populaire La France insoumise, Parti ouvrier indépendant, Révolution écologique pour le vivant, Péyi-A, Pour La Réunion et Gauche écosocialiste                                        | 89 070  | 21,19  |
|                                                                                                  | La France revient ! Avec Jordan Bardella et Marine Le Pen Rassemblement national et L'Avenir français | 73 927  | 17,59  |
|                                                                                                  | Réveiller l'Europe Parti socialiste et Place publique | 64 613  | 15,37  |
|                                                                                                  | Besoin d'Europe Ensemble et Union des démocrates et indépendants | 59 870  | 14,24  |
|                                                                                                  | La droite pour faire entendre la voix de la France en Europe Les Républicains et Les Centristes | 32 348  | 7,69   |
|                                                                                                  | Europe Écologie Les Écologistes – EELV et Alternative alsacienne | 29 329  | 6,98   |
|                                                                                                  | La France fière, menée par Marion Maréchal et soutenue par Éric Zemmour Reconquête et Mouvement conservateur | 24 525  | 5,83   |
|                                                                                                  | Gauche unie pour le monde du travail soutenue par Fabien Roussel Parti communiste français, Fédération de la gauche républicaine, Parti communiste réunionnais, Parti communiste martiniquais et Humains et dignes | 12 249  | 2,91   |
|                                                                                                  | Parti animaliste - Les animaux comptent, votre voix aussi Parti animaliste | 8 032   | 1,91   |
|                                                                                                  | Écologie au centre , Égalité Europe Écologie, Régions unies d'Europe, Génération animal, Jeunes Ecqo et La France autrement                                                                                        | 5 142   | 1,22   |
|                                                                                                  | Liste Asselineau-Frexit, pour le pouvoir d'achat et pour la paix Union populaire républicaine | 4 593   | 1,09   |
|                                                                                                  | L'Europe ça suffit ! Les Patriotes et Via, la voie du peuple | 3 264   | 0,78   |
|                                                                                                  | Alliance rurale Résistons | 2 828   | 0,67   |
|                                                                                                  | Écologie positive et territoires Écologie positive, Cap21, France Écologie, Le Trèfle - Les nouveaux écologistes, Les Universalistes, 100 % citoyens, Le Mouvement pour les animaux et Parti nationaliste basque   | 2 091   | 0,50   |
|                                                                                                  | Lutte ouvrière le camp des travailleurs Lutte ouvrière et Combat ouvrier | 1 570   | 0,37   |
|                                                                                                  | Équinoxe : écologie pratique et renouveau démocratique Équinoxe | 1 301   | 0,31   |
|                                                                                                  | Europe Territoires Écologie Parti radical de gauche, Régions et peuples solidaires, Volt France, Mouvement des progressistes, Mouvement des citoyens et Collectif des sociaux-démocrates réformateurs              | 1 028   | 0,24   |
|                                                                                                  | Free Palestine Union des démocrates musulmans français | 844     | 0,20   |
|                                                                                                  | Pour un monde sans frontières ni patrons, urgence révolution ! Nouveau Parti anticapitaliste – Révolutionnaires | 772     | 0,18   |
|                                                                                                  | Parti pirate | 676     | 0,16   |
|                                                                                                  | Changer l'Europe Nouvelle Donne et Allons enfants | 471     | 0,11   |
|                                                                                                  | Nous le peuple République souveraine et L'Appel au peuple | 395     | 0,09   |
|                                                                                                  | PACE - Parti des citoyens européens, pour l'armée européenne, pour l'Europe sociale, pour la planète ! Parti des citoyens européens et La France a des Elles                                                       | 211     | 0,05   |
|                                                                                                  | « Pour le pain, la paix, la liberté ! » présentée par le Parti des travailleurs Parti des travailleurs | 205     | 0,05   |
|                                                                                                  | Pour une autre Europe Fédération citoyenne | 187     | 0,04   |
|                                                                                                  | Non à l'UE et à l'OTAN, communistes pour la paix et le progrès social Association nationale des communistes | 166     | 0,04   |
|                                                                                                  | Forteresse Europe - Liste d'unité nationaliste Les Nationalistes | 133     | 0,03   |
|                                                                                                  | Espéranto langue commune Europe Démocratie Espéranto | 117     | 0,03   |
|                                                                                                  | La ruche citoyenne La Ruche citoyenne | 112     | 0,03   |
|                                                                                                  | Défendre les enfants Droits du parent et de l'enfant | 81      | 0,02   |
|                                                                                                  | France libre Extrême droite | 69      | 0,02   |
|                                                                                                  | Paix et Décroissance Écologiste, Objecteurs de croissance, Brouette et Décroissance Élections | 46      | 0,01   |
|                                                                                                  | Parti révolutionnaire Communistes | 36      | 0,01   |
|                                                                                                  | Liberté démocratique française | 20      | 0,00   |
|                                                                                                  | Pour une démocratie réelle : décidons nous-mêmes ! Décidons nous-mêmes ! | 20      | 0,00   |
|                                                                                                  | Non ! Prenons-nous en mains Rester libre | 19      | 0,00   |
|                                                                                                  | Pour une humanité souveraine Changement citoyen | 17      | 0,00   |
|                                                                                                  | Démocratie représentative | 9       | 0,00   |
|                                                                                                  | |         |        |
| Inscrits                                                                                         | Inscrits | 813 863 | 100,00 |
| Abstentions                                                                                      | Abstentions | 385 296 | 47,34  |
| Votants                                                                                          | Votants | 428 567 | 52,66  |
| Blancs                                                                                           | Blancs | 4 106   | 0,96   |
| Nuls                                                                                             | Nuls | 4 075   | 0,95   |
| Exprimés                                                                                         | Exprimés | 420 386 | 98,09  |
| Source : Ministère de l'Intérieur - Val-de-Marne                                                 | |         |        |

- Élections européennes de 2019 :

| - Liste Loiseau (LREM, Maj.prés.) - Liste Jadot (EELV-R&PS) - Liste Bardella (RN) - Liste Brossat (PCF) | |         |        |
| Liste Étiquette politique (partis et alliances)                                                         | Liste Étiquette politique (partis et alliances) | Voix    | %      |
| | Renaissance soutenue par La République en marche, le MoDem et ses partenaires La République en marche, Mouvement démocrate, Agir, Mouvement radical, Union des démocrates et des écologistes et Alliance centriste | 95 777  | 25,60  |
| | Europe Écologie Europe Écologie Les Verts, Alliance écologiste indépendante et Régions et peuples solidaires | 62 783  | 16,78  |
| | Prenez le pouvoir, liste soutenue par Marine Le Pen Rassemblement national | 49 799  | 13,31  |
| | Union de la droite et du centre Les Républicains, Les Centristes et Chasse, pêche, nature et traditions | 29 279  | 7,82   |
| | La France insoumise La France insoumise, Parti de gauche, Gauche républicaine et socialiste et Mouvement républicain et citoyen                                                                                    | 26 854  | 7,18   |
| | Envie d'Europe écologique et sociale Parti socialiste, Place publique, Nouvelle Donne et Parti radical de gauche                                                                                                   | 25 813  | 6,90   |
| | Pour l'Europe des gens, contre l'Europe de l'argent Parti communiste français et République et socialisme | 17 134  | 4,58   |
| | Liste citoyenne du Printemps européen avec Benoît Hamon soutenue par Génération.s et DéME-DiEM25 Génération.s | 14 839  | 3,97   |
| | Le courage de défendre les Français avec Nicolas Dupont-Aignan. Debout la France ! – CNIP Debout la France et Centre national des indépendants et paysans                                                          | 11 108  | 2,97   |
| | Les Européens Union des démocrates et indépendants, Force européenne démocrate et La Gauche moderne | 10 421  | 2,78   |
| | Parti animaliste Parti animaliste | 8 708   | 2,33   |
| | Urgence écologie Génération écologie, Mouvement écologiste indépendant, Mouvement des progressistes et Union des démocrates et des écologistes                                                                     | 6 631   | 1,77   |
| | Ensemble pour le Frexit Union populaire républicaine | 5 470   | 1,46   |
| | Lutte ouvrière – contre le grand capital, le camp des travailleurs Lutte ouvrière | 2 209   | 0,59   |
| | Union pour une Europe au service des peuples Union des démocrates musulmans français | 1 508   | 0,40   |
| | Alliance jaune, la révolte par le vote Sans étiquette | 1 331   | 0,36   |
| | Ensemble Patriotes et Gilets jaunes : pour la France, sortons de l'Union européenne ! Les Patriotes | 1 026   | 0,27   |
| | Parti pirate Parti pirate | 749     | 0,20   |
| | Les oubliés de l'Europe – artisans, commerçants, professions libérales et indépendants – ACPLI Coordination nationale des indépendants                                                                             | 593     | 0,16   |
| | Union démocratique pour la liberté, égalité, fraternité (UDLEF) Union démocratique pour la liberté, égalité, fraternité                                                                                            | 496     | 0,13   |
| | Parti fédéraliste européen – Pour une Europe qui protège ses citoyens Parti fédéraliste européen | 332     | 0,09   |
| | À voix égales Sans étiquette | 250     | 0,07   |
| | Espéranto – langue commune équitable pour l'Europe Europe Démocratie Espéranto | 228     | 0,06   |
| | Décroissance 2019 Parti pour la décroissance | 147     | 0,04   |
| | PACE – Parti des citoyens européens Parti des citoyens européens | 122     | 0,03   |
| | Mouvement pour l'initiative citoyenne Mouvement pour l'initiative citoyenne | 115     | 0,03   |
| | Liste de la reconquête Dissidence française | 94      | 0,03   |
| | Allons enfants Allons enfants, le parti de la jeunesse | 88      | 0,02   |
| | Neutre et actif Sans étiquette | 72      | 0,02   |
| | Démocratie représentative La révolution est en marche | 65      | 0,02   |
| | Une France royale au cœur de l'Europe Alliance royale | 39      | 0,01   |
| | Évolution citoyenne Sans étiquette | 37      | 0,01   |
| | La ligne claire Parti de l'in-nocence et Souveraineté, identité et libertés | 35      | 0,01   |
| | Parti révolutionnaire Communistes Parti révolutionnaire Communistes | 33      | 0,01   |
| | |         |        |
| Inscrits                                                                                                | Inscrits | 786 147 | 100,00 |
| Abstentions                                                                                             | Abstentions | 400 930 | 51,00  |
| Votants                                                                                                 | Votants | 385 217 | 49,00  |
| Blancs                                                                                                  | Blancs | 6 008   | 1,56   |
| Nuls | Nuls | 5 024   | 1,30   |
| Exprimés                                                                                                | Exprimés | 374 185 | 97,14  |
| Source : Ministère de l'Intérieur - Val-de-Marne                                                        | |         |        |

- Élections européennes de 2014 :

|                                                  | Pour la France, agir en Europe avec Alain Lamassoure Union pour un mouvement populaire                                                            | Alain Lamassoure         | 62 304  | 20,14  |
|                                                  | Liste bleu marine - Non à Bruxelles, oui à la France Front national - Rassemblement bleu Marine                                                   | Aymeric Chauprade        | 51 114  | 16,52  |
|                                                  | Choisir notre Europe Parti socialiste et Parti radical de gauche                                                                                  | Pervenche Berès          | 44 820  | 14,49  |
|                                                  | UDI • MoDem • Les Européens • Liste soutenue par François Bayrou et Jean-Louis Borloo Union des démocrates et indépendants et Mouvement démocrate | Marielle de Sarnez       | 35 166  | 11,37  |
|                                                  | Liste Europe Écologie Europe Écologie Les Verts                                                                                                   | Pascal Durand            | 29 937  | 9,68   |
|                                                  | Stop à l'Europe de la finance - L'Humain d'abord ! Front de gauche (Parti communiste français, Parti de gauche et Ensemble !)                     | Patrick Le Hyaric        | 28 400  | 9,18   |
|                                                  | Debout la France ! Ni système, ni extrêmes avec Nicolas Dupont-Aignan Debout la République                                                        | Dominique Jamet          | 12 192  | 3,94   |
|                                                  | Nouvelle Donne | Pierre Larrouturou       | 9 701   | 3,14   |
|                                                  | Europe citoyenne Cap21 | Corinne Lepage           | 7 040   | 2,28   |
|                                                  | Alliance écologiste indépendante | Jean-Marc Governatori    | 6 316   | 2,04   |
|                                                  | Nous Citoyens | Isabelle Bordry          | 4 338   | 1,40   |
|                                                  | Pour une Europe des travailleurs et des peuples, envoyons valser l'austérité et le gouvernement ! Nouveau Parti anticapitaliste                   | Olivier Besancenot       | 3 058   | 0,99   |
|                                                  | Lutte ouvrière - Faire entendre le camp des travailleurs Lutte ouvrière                                                                           | Nathalie Arthaud         | 2 917   | 0,94   |
|                                                  | Citoyens du vote blanc Parti du vote blanc | Stéphane Guyot           | 2 741   | 0,89   |
|                                                  | Force Vie Parti chrétien-démocrate | Christine Boutin         | 2 461   | 0,80   |
|                                                  | UPR Île-de-France Union populaire républicaine | François Asselineau      | 1 886   | 0,61   |
|                                                  | Europirates d'Île-de-France Parti pirate | Véronique Vermorel       | 1 589   | 0,51   |
|                                                  | Féministes pour une Europe solidaire Sans étiquette                                                                                               | Caroline de Haas         | 1 080   | 0,35   |
|                                                  | Europe solidaire Sans étiquette | Balié Topla              | 493     | 0,16   |
|                                                  | Espéranto langue commune équitable pour l'Europe Europe Démocratie Espéranto                                                                      | Laure Patas d'Illiers    | 389     | 0,13   |
|                                                  | Cannabis sans frontières - Stop la prohibition Cannabis sans frontières                                                                           | Farid Ghehiouèche        | 364     | 0,12   |
|                                                  | Pour une Europe libre Sans étiquette | Magali Le Pape           | 338     | 0,11   |
|                                                  | Europe Décroissance Parti pour la décroissance | Julien Volganli          | 163     | 0,05   |
|                                                  | Ensemble pour une Europe équitable Sans étiquette                                                                                                 | Francis Mbella           | 109     | 0,04   |
|                                                  | Démocratie réelle Sans étiquette | Antoine Mayerowitz       | 89      | 0,03   |
|                                                  | Communistes Extrême gauche | Jean Grimal              | 83      | 0,03   |
|                                                  | Parti européen Sans étiquette | Louis de Gouyon Matignon | 71      | 0,02   |
|                                                  | Pour une France royale au cœur de l’Europe Alliance royale                                                                                        | Christophe Paillard      | 60      | 0,02   |
|                                                  | Parti fédéraliste européen | Hélène Féo               | 50      | 0,02   |
|                                                  | Pour une Europe des régions et des peuples solidaires Régions et peuples solidaires                                                               | Vincent Le Scornet       | 40      | 0,01   |
|                                                  | L'Europe de Marrakech à Istanbul Sans étiquette                                                                                                   | Gaspard Delanoë          | 14      | 0,00   |
|                                                  | |                          |         |        |
| Inscrits                                         | Inscrits | Inscrits                 | 782 752 | 100,00 |
| Abstentions                                      | Abstentions | Abstentions              | 464 220 | 59,31  |
| Votants                                          | Votants | Votants                  | 318 532 | 40,69  |
| Blancs                                           | Blancs | Blancs                   | 5 697   | 1,79   |
| Nuls                                             | Nuls | Nuls                     | 3 512   | 1,10   |
| Exprimés                                         | Exprimés | Exprimés                 | 309 323 | 97,11  |
| Source : Ministère de l'Intérieur - Val-de-Marne | |                          |         |        |

- Élections européennes de 2009 :

|                                                  | Quand l'Europe veut, l'Europe peut Majorité présidentielle (Union pour un mouvement populaire, Nouveau Centre et La Gauche moderne)                                   | Michel Barnier                 | 80 471  | 26,43  |
|                                                  | Europe Ecologie avec Daniel Cohn-Bendit, Eva Joly et José Bové Europe Écologie Les Verts                                                                              | Daniel Cohn-Bendit             | 61 643  | 20,24  |
|                                                  | Changer l'Europe, maintenant ! Parti socialiste | Harlem Désir                   | 41 779  | 13,72  |
|                                                  | Front de gauche pour changer d'Europe Front de gauche (Parti de gauche, Parti communiste français et Gauche unitaire)                                                 | Patrick Le Hyaric              | 28 939  | 9,50   |
|                                                  | Démocrates pour l'Europe, liste soutenue par François Bayrou Mouvement démocrate                                                                                      | Marielle de Sarnez             | 26 297  | 8,64   |
|                                                  | Contre l'arnaque européenne Front national | Jean-Michel Dubois             | 13 857  | 4,55   |
|                                                  | Partout en Europe, pas question de payer leur crise ! Nouveau Parti anticapitaliste                                                                                   | Omar Slaouti                   | 11 393  | 3,74   |
|                                                  | Alliance Écologiste Indépendante Alliance écologiste indépendante | Jean-Marc Governatori          | 9 798   | 3,22   |
|                                                  | « Protéger nos emplois, défendre nos valeurs » avec Philippe de Villiers et Frédéric Nihous Mouvement pour la France, Chasse, pêche, nature et traditions et Libertas | Jérôme Rivière                 | 8 791   | 2,89   |
|                                                  | Liste gaulliste Debout la République avec Nicolas Dupont-Aignan Debout la République                                                                                  | Jean-Pierre Enjalbert          | 7 311   | 2,40   |
|                                                  | Liste antisioniste Sans étiquette | Dieudonné M'Bala M'Bala        | 4 475   | 1,47   |
|                                                  | La Terre sinon rien Écologiste | Françoise Castany              | 3 063   | 1,01   |
|                                                  | Liste Lutte Ouvrière soutenue par Arlette Laguiller Lutte ouvrière | Jean-Pierre Mercier            | 2 361   | 0,78   |
|                                                  | Votez pour une Europe utile Centre national des indépendants et paysans                                                                                               | Annick du Roscoät              | 1 168   | 0,38   |
|                                                  | Pour une France et une Europe plus fraternelles Sans étiquette (défense de la minorité tamoule)                                                                       | Jean-Marie Julia               | 745     | 0,24   |
|                                                  | Solidarité-France Droite chrétienne | Axel de Boer                   | 476     | 0,16   |
|                                                  | Cannabis sans frontières - Mouvement pour les libertés Cannabis sans frontières                                                                                       | Farid Ghehiouèche              | 445     | 0,15   |
|                                                  | Europe Démocratie Espéranto | Élisabeth Barbay               | 340     | 0,11   |
|                                                  | Alternative Libérale Île-de-France « L'Europe c'est vous » Alternative libérale                                                                                       | Sabine Herold                  | 258     | 0,08   |
|                                                  | Citoyenneté Culture Européennes Sans étiquette | André Locussol                 | 177     | 0,06   |
|                                                  | Newropeans | Marianne Ranke-Cormier         | 143     | 0,05   |
|                                                  | Europe Décroissance Parti pour la décroissance | Jean-Luc Pasquinet             | 129     | 0,04   |
|                                                  | Communistes Extrême gauche | Rolande Perlican               | 124     | 0,04   |
|                                                  | Une France royale au cœur de l'Europe Alliance royale | Patrick Cosseron de Villenoisy | 100     | 0,03   |
|                                                  | Union des gens - Circonscription Île-de-France Sans étiquette | Alain Mourguy                  | 79      | 0,03   |
|                                                  | Parti humaniste | Alain Ducq                     | 77      | 0,03   |
|                                                  | L'Europe de Gibraltar à Jérusalem Sans étiquette (Parti faire un tour)                                                                                                | Gaspard Delanoë                | 68      | 0,02   |
|                                                  | |                                |         |        |
| Inscrits                                         | Inscrits | Inscrits                       | 765 608 | 100,00 |
| Abstentions                                      | Abstentions | Abstentions                    | 453 099 | 59,18  |
| Votants                                          | Votants | Votants                        | 312 509 | 40,82  |
| Blancs ou nuls                                   | Blancs ou nuls | Blancs ou nuls                 | 8 002   | 2,56   |
| Exprimés                                         | Exprimés | Exprimés                       | 304 507 | 97,44  |
| Source : Ministère de l'Intérieur - Val-de-Marne | |                                |         |        |

- Élections européennes de 2004 :

|                                                  | Et maintenant, l'Europe sociale Parti socialiste | Harlem Désir               | 76 001  | 25,49  |
|                                                  | Avec l'Europe, voyons la France en grand ! Union pour un mouvement populaire                                                                                                  | Patrick Gaubert            | 47 476  | 15,93  |
|                                                  | UDF-Europe Union pour la démocratie française | Marielle de Sarnez         | 35 011  | 11,74  |
|                                                  | L'Europe oui, mais pas celle-la ! La gauche populaire et citoyenne Parti communiste français - Mouvement pour une alternative républicaine et sociale - Alternative citoyenne | Francis Wurtz              | 26 594  | 8,92   |
|                                                  | Liste Front national conduite par Marine Le Pen Front national | Marine Le Pen              | 25 892  | 8,69   |
|                                                  | L'écologie, Les Verts - Parti Vert européen Les Verts | Alain Lipietz              | 22 088  | 7,41   |
|                                                  | Liste Philippe de Villiers Mouvement pour la France - Rassemblement pour l'indépendance et la souveraineté de la France                                                       | Paul-Marie Coûteaux        | 16 108  | 5,40   |
|                                                  | Europe citoyenne et écologique présentée par Corinne Lepage Cap21 | Corinne Lepage             | 10 379  | 3,48   |
|                                                  | Liste LCR-LO, soutenue par Olivier Besancenot et Arlette Laguiller Ligue communiste révolutionnaire et Lutte ouvrière                                                         | Olivier Besancenot         | 8 775   | 2,94   |
|                                                  | Pasqua, la France en tête Rassemblement pour la France | Charles Pasqua             | 7 504   | 2,52   |
|                                                  | Euro-Palestine EuroPalestine | Christophe Oberlin         | 6 353   | 2,13   |
|                                                  | Europe fraternelle Parti radical de gauche | Christiane Taubira         | 5 195   | 1,74   |
|                                                  | La France d'en bas | Bernard Ménez              | 3 858   | 1,29   |
|                                                  | Parti des travailleurs | Daniel Gluckstein          | 1 803   | 0,60   |
|                                                  | Moins d'impôts, gérer utilement, l'emploi pour tous - M.I.G.U.E.T. Rassemblement des contribuables français                                                                   | Nicolas Miguet             | 1 766   | 0,59   |
|                                                  | Europe oui, Turquie non ! Mouvement national républicain | Nicolas Bay                | 818     | 0,27   |
|                                                  | La Terre, sinon rien... Écologiste | Françoise Castany          | 624     | 0,21   |
|                                                  | Europe Démocratie Espéranto | Georges Kersaudy           | 516     | 0,17   |
|                                                  | Nouvelle solidarité Fédération pour une nouvelle solidarité | Jacques Cheminade          | 370     | 0,12   |
|                                                  | Vivre mieux avec l'Europe Sans étiquette | Olivier Bidou              | 306     | 0,10   |
|                                                  | Diversité pour l'Europe Sans étiquette | Gbown Dogad Dogoui         | 176     | 0,06   |
|                                                  | Nous sommes tous européens Sans étiquette | Samikannu Vijayarangan     | 175     | 0,06   |
|                                                  | www.jevoteautrement.com Parti fédéraliste | Christian Chavrier         | 158     | 0,05   |
|                                                  | Alliance royale | Yves-Marie Adeline         | 84      | 0,03   |
|                                                  | Union française pour la cohésion nationale Sans étiquette | Faouzia Zebdi-Ghorab       | 66      | 0,02   |
|                                                  | Parti humaniste | Jean-Luc Guérard           | 6       | 0,00   |
|                                                  | Parti des socioprofessionnels Sans étiquette | Victoria Huntzinger-Calmon | 3       | 0,00   |
|                                                  | Action pour tous Sans étiquette | Abdelaziz Taïeb            | 0       | 0,00   |
|                                                  | |                            |         |        |
| Inscrits                                         | Inscrits | Inscrits                   | 695 397 | 100,00 |
| Abstentions                                      | Abstentions | Abstentions                | 390 672 | 56,18  |
| Votants                                          | Votants | Votants                    | 304 725 | 43,82  |
| Blancs ou nuls                                   | Blancs ou nuls | Blancs ou nuls             | 6 620   | 2,17   |
| Exprimés                                         | Exprimés | Exprimés                   | 298 105 | 97,83  |
| Source : Ministère de l'Intérieur - Val-de-Marne | |                            |         |        |

- Élections européennes de 1999 :

|                                        | Construisons notre Europe Parti socialiste, Parti radical de gauche et Mouvement des citoyens                                       | François Hollande           | 63 382  | 20,96  |
|                                        | L'écologie, Les Verts, Daniel Cohn-Bendit et Dominique Voynet Les Verts                                                             | Daniel Cohn-Bendit          | 38 552  | 12,75  |
|                                        | L'union pour l'Europe, l'opposition unie avec le RPR et Démocratie libérale Rassemblement pour la République et Démocratie libérale | Nicolas Sarkozy             | 37 003  | 12,24  |
|                                        | Rassemblement pour la France et l'indépendance de l'Europe Rassemblement pour la France et Mouvement pour la France                 | Charles Pasqua              | 36 210  | 11,97  |
|                                        | Bouge l'Europe ! La liste conduite par Robert Hue Parti communiste français                                                         | Robert Hue                  | 34 157  | 11,29  |
|                                        | Avec l'Europe, prenons une France d'avance Union pour la démocratie française                                                       | François Bayrou             | 26 203  | 8,66   |
|                                        | Pour une France libre, changeons d'Europe Front national                                                                            | Jean-Marie Le Pen           | 17 222  | 5,69   |
|                                        | Liste présentée par Lutte ouvrière et la Ligue communiste révolutionnaire Lutte ouvrière et Ligue communiste révolutionnaire        | Arlette Laguiller           | 17 205  | 5,69   |
|                                        | Européens d'accord, Français d'abord, Mégret l'avenir Mouvement national républicain                                                | Bruno Mégret                | 11 473  | 3,79   |
|                                        | Moins d'impôts maintenant ! Rassemblement des contribuables français                                                                | Nicolas Miguet              | 6 190   | 2,05   |
|                                        | Écologie, le choix de la vie Mouvement écologiste indépendant                                                                       | Antoine Waechter            | 4 916   | 1,63   |
|                                        | Chasse, pêche, nature et traditions                                                                                                 | Jean Saint-Josse            | 4 742   | 1,57   |
|                                        | Combat pour l'emploi Union pour la Semaine de Quatre Jours                                                                          | Pierre Larrouturou          | 2 416   | 0,80   |
|                                        | Vivant Énergie-France Divers droite (Vivant Énergie-France)                                                                         | Gérard Maudrux              | 1 823   | 0,60   |
|                                        | Liste du Parti de la loi naturelle Parti de la loi naturelle                                                                        | Benoit Frappé               | 613     | 0,20   |
|                                        | Liste du Parti humaniste Parti humaniste                                                                                            | Marie-Laurence Chanut-Sapin | 148     | 0,05   |
|                                        | 97.2 : mi ou, mi mwen Mouvement libéral martiniquais                                                                                | Joseph Jos                  | 75      | 0,02   |
|                                        | Politique de vie pour l'Europe Sans étiquette                                                                                       | Christian Cotten            | 72      | 0,02   |
|                                        | Liste de la Ligue nationaliste Ligue nationaliste                                                                                   | Guy Guerrin                 | 22      | 0,01   |
|                                        | Vive le fédéralisme ! Parti fédéraliste                                                                                             | Jean-Philippe Allenbach     | 1       | 0,00   |
|                                        | |                             |         |        |
| Inscrits                               | Inscrits | Inscrits                    | 670 973 | 100,00 |
| Abstentions                            | Abstentions | Abstentions                 | 355 768 | 53,02  |
| Votants                                | Votants | Votants                     | 315 205 | 46,98  |
| Blancs ou nuls                         | Blancs ou nuls | Blancs ou nuls              | 12 780  | 4,05   |
| Exprimés                               | Exprimés | Exprimés                    | 302 425 | 95,95  |
| Source : Politiquemania - Val-de-Marne | |                             |         |        |

- Élections européennes de 1994 :

|                                      | L'Union UDF-RPR Union pour la démocratie française et Rassemblement pour la République                     | Dominique Baudis        | 78 178  | 22,42  |
|                                      | L'Europe solidaire Parti socialiste                                                                        | Michel Rocard           | 50 172  | 14,39  |
|                                      | Liste présentée par le Parti communiste français Parti communiste français                                 | Francis Wurtz           | 46 040  | 13,20  |
|                                      | Énergie Radicale Mouvement des radicaux de gauche                                                          | Bernard Tapie           | 40 495  | 11,61  |
|                                      | Liste de la Majorité pour l'Autre Europe Divers droite, dissidents de l'Union pour la démocratie française | Philippe de Villiers    | 39 702  | 11,38  |
|                                      | Contre l'Europe de Maastricht, Allez la France ! Front national                                            | Jean-Marie Le Pen       | 38 480  | 11,03  |
|                                      | Union des écologistes pour l'Europe ! Les Verts et L'écologie autrement                                    | Marie-Anne Isler-Béguin | 11 879  | 3,41   |
|                                      | L'Autre politique Mouvement des citoyens                                                                   | Jean-Pierre Chevènement | 10 185  | 2,92   |
|                                      | Génération écologie pour l'Europe - Les vrais écologistes avec Brice Lalonde Génération écologie           | Brice Lalonde           | 8 257   | 2,37   |
|                                      | Liste Lutte ouvrière Lutte ouvrière                                                                        | Arlette Laguiller       | 6 755   | 1,94   |
|                                      | L'Europe commence à Sarajevo Divers gauche                                                                 | Léon Schwartzenberg     | 6 236   | 1,79   |
|                                      | Chasse, pêche, nature et traditions                                                                        | André Goustat           | 4 506   | 1,29   |
|                                      | Rassemblement de l'outre-mer et des minorités Régionalistes                                                | Ernest Moutoussamy      | 1 862   | 0,53   |
|                                      | Pour l'Europe des travailleurs et de la démocratie Parti des travailleurs                                  | Daniel Gluckstein       | 1 182   | 0,34   |
|                                      | L'emploi d'abord ! Divers droite                                                                           | Gérard Touati           | 1 149   | 0,33   |
|                                      | Démocrates pour les États-Unis d'Europe Sans étiquette                                                     | Armand Touati           | 1 109   | 0,32   |
|                                      | Liste du Parti de la loi naturelle Parti de la loi naturelle                                               | Benoît Frappé           | 1 005   | 0,29   |
|                                      | Liste régionaliste et fédéraliste - Régions et peuples solidaires Régionalistes                            | Max Simeoni             | 850     | 0,24   |
|                                      | Politique de vie pour l'Europe Sans étiquette                                                              | Christian Cotten        | 697     | 0,20   |
|                                      | L'Europe pour tous Divers droite                                                                           | Jean Aillaud            | 12      | 0,00   |
|                                      | |                         |         |        |
| Inscrits                             | Inscrits                                                                                                   | Inscrits                | 678 454 | 100,00 |
| Abstentions                          | Abstentions                                                                                                | Abstentions             | 317 874 | 46,85  |
| Votants                              | Votants | Votants                 | 360 580 | 53,15  |
| Blancs ou nuls                       | Blancs ou nuls                                                                                             | Blancs ou nuls          | 11 829  | 3,28   |
| Exprimés                             | Exprimés                                                                                                   | Exprimés                | 348 751 | 96,72  |
| Source : data.gouv.fr - Val-de-Marne | |                         |         |        |

- Élections européennes de 1989 :

|                                  | L'Union UDF-RPR pour représenter et défendre la France dans une Europe unie Union pour la démocratie française, Rassemblement pour la République, Union des indépendants et Centre national des indépendants et paysans | Valéry Giscard d'Estaing | 81 790  | 25,05  |
|                                  | Majorité de progrès pour l'Europe Parti socialiste, Mouvement des radicaux de gauche, Association des démocrates et SOS Environnement                                                                                   | Laurent Fabius           | 66 560  | 20,38  |
|                                  | Liste de rassemblement présentée par le Parti communiste français Parti communiste français | Philippe Herzog          | 50 330  | 15,41  |
|                                  | Liste Europe et Patrie Front national | Jean-Marie Le Pen        | 47 407  | 14,52  |
|                                  | « Les Verts - Europe - Écologie » pour une Europe des régions et des peuples solidaires Les Verts, Union du peuple corse et Mouvement Région Savoie                                                                     | Antoine Waechter         | 36 343  | 11,13  |
|                                  | Liste Simone Veil - Le Centre pour l'Europe Divers droite, dissidents de l’Union pour la démocratie française | Simone Veil              | 27 459  | 8,41   |
|                                  | Liste apolitique pour la protection des animaux et de leur environnement Écologiste | Arlette Alessandri       | 4 083   | 1,25   |
|                                  | Liste Lutte ouvrière Lutte ouvrière | Arlette Laguiller        | 3 531   | 1,08   |
|                                  | Chasse - Pêche - Tradition - Liste européenne pour la liberté de chasse et de pêche Chasse, pêche, nature et traditions                                                                                                 | André Goustat            | 2 926   | 0,89   |
|                                  | Liste de l'Alliance Divers droite | Henri Joyeux             | 1 646   | 0,50   |
|                                  | Europe Rénovateurs Mouvement des rénovateurs communistes, Parti socialiste unifié et Nouvelle Gauche | Claude Llabres           | 1 601   | 0,49   |
|                                  | Liste pour l'Europe des travailleurs et de la démocratie Mouvement pour un parti des travailleurs | Marc Gauquelin           | 1 314   | 0,40   |
|                                  | Génération Europe Divers droite (Mouvement de l'initiative) | Gérard Touati            | 709     | 0,21   |
|                                  | Rassemblement pour une France libre Parti ouvrier européen | Jacques Cheminade        | 396     | 0,12   |
|                                  | Initiative pour une démocratie européenne Sans étiquette | Franck Biancheri         | 362     | 0,11   |
|                                  | |                          |         |        |
| Inscrits                         | Inscrits | Inscrits                 | 684 731 | 100,00 |
| Abstentions                      | Abstentions | Abstentions              | 351 811 | 51,38  |
| Votants                          | Votants | Votants                  | 332 920 | 48,62  |
| Blancs ou nuls                   | Blancs ou nuls | Blancs ou nuls           | 6 463   | 0,94   |
| Exprimés                         | Exprimés | Exprimés                 | 326 457 | 47,68  |
| Source : Le Monde - Val-de-Marne | |                          |         |        |

- Élections européennes de 1984 :

|                                  | Union de l’opposition pour l’Europe et la défense des libertés Union pour la démocratie française et Rassemblement pour la République     | Simone Veil                  | 140 374 | 37,22  |
|                                  | Liste socialiste pour l'Europe Parti socialiste                                                                                           | Lionel Jospin                | 68 952  | 18,28  |
|                                  | Liste présentée par le Parti communiste français Parti communiste français et Union progressiste                                          | Georges Marchais             | 68 650  | 18,20  |
|                                  | Front d’opposition nationale pour l'Europe des patries Front national                                                                     | Jean-Marie Le Pen            | 52 479  | 13,91  |
|                                  | Les Verts - Europe Écologie Les Verts | Didier Anger                 | 14 637  | 3,88   |
|                                  | Entente radicale écologiste pour les États-Unis d'Europe (ERE) Union centriste radicale, Mouvement des radicaux de gauche et écologistes  | Olivier Stirn Brice Lalonde  | 12 012  | 3,18   |
|                                  | Réussir l'Europe Divers droite, dissidents du Union pour la démocratie française                                                          | Francine Gomez               | 5 649   | 1,49   |
|                                  | Au nom des travailleurs Lutte ouvrière | Arlette Laguiller            | 4 606   | 1,22   |
|                                  | Différents, de gauche, en France, en Europe - La troisième liste de gauche Parti socialiste unifié et Communistes démocrates et unitaires | Henri Fiszbin Serge Depaquit | 2 992   | 0,79   |
|                                  | Pour les États-Unis d'Europe Union des fédéralistes européens                                                                             | Henri Cartan                 | 2 168   | 0,57   |
|                                  | Pour un parti des travailleurs - Liste ouvrière et paysanne d'unité Parti communiste internationaliste                                    | Marc Gauquelin               | 1 791   | 0,47   |
|                                  | Initiative 84 Divers droite | Gérard Touati                | 1 438   | 0,38   |
|                                  | Union des travailleurs indépendants pour la liberté d'entreprendre (UTILE) Divers droite                                                  | Gérard Nicoud                | 1 375   | 0,36   |
|                                  | Parti ouvrier européen | Jacques Cheminade            | 7       | 0,00   |
|                                  | |                              |         |        |
| Inscrits                         | Inscrits | Inscrits                     | 695 246 | 100,00 |
| Abstentions                      | Abstentions | Abstentions                  | 310 412 | 44,65  |
| Votants                          | Votants | Votants                      | 384 834 | 55,35  |
| Blancs ou nuls                   | Blancs ou nuls | Blancs ou nuls               | 7 704   | 1,11   |
| Exprimés                         | Exprimés | Exprimés                     | 377 130 | 54,24  |
| Source : Le Monde - Val-de-Marne | |                              |         |        |

### Élections législatives
| Circonscriptions | Circonscriptions | Circonscriptions | Circonscriptions | Circonscriptions | Circonscriptions | Circonscriptions | Circonscriptions | Circonscriptions | Circonscriptions                                        | Circonscriptions                                        | Circonscriptions                                        | Circonscriptions                                        | Circonscriptions                                        | Circonscriptions                                        | Circonscriptions                                        | Circonscriptions                                        | Circonscriptions                                        | Circonscriptions                                        | Circonscriptions                                        | Circonscriptions                                        | Circonscriptions                                        | Circonscriptions                                        | Circonscriptions                                        | Circonscriptions                                        | Circonscriptions                                        | Circonscriptions                                        | Circonscriptions                                        | Circonscriptions                                        | Circonscriptions                                        | Circonscriptions                                        | Circonscriptions                                        | Circonscriptions                                        |
|                  |                  |                  |                  |                  |                  |                  |                  |                  | 1re                                                     | 1re                                                     | 2e                                                      | 2e                                                      | 3e                                                      | 3e                                                      | 4e                                                      | 4e                                                      | 5e                                                      | 5e                                                      | 6e                                                      | 6e                                                      | 7e                                                      | 7e                                                      | 8e                                                      | 8e                                                      | 9e                                                      | 9e                                                      | 10e                                                     | 10e                                                     | 11e                                                     | 11e                                                     | 12e                                                     | 12e                                                     |
| ---------------- | ---------------- | ---------------- | ---------------- | ---------------- | ---------------- | ---------------- | ---------------- | ---------------- | ------------------------------------------------------- | ------------------------------------------------------- | ------------------------------------------------------- | ------------------------------------------------------- | ------------------------------------------------------- | ------------------------------------------------------- | ------------------------------------------------------- | ------------------------------------------------------- | ------------------------------------------------------- | ------------------------------------------------------- | ------------------------------------------------------- | ------------------------------------------------------- | ------------------------------------------------------- | ------------------------------------------------------- | ------------------------------------------------------- | ------------------------------------------------------- | ------------------------------------------------------- | ------------------------------------------------------- | ------------------------------------------------------- | ------------------------------------------------------- | ------------------------------------------------------- | ------------------------------------------------------- | ------------------------------------------------------- | ------------------------------------------------------- |
| 2024             | 2024             | 2024             | 2024             | 2024             | 2024             | 2024             | 2024             | 2024             |                                                         | LR                                                      |                                                         | LFI                                                     |                                                         | LFI                                                     |                                                         | MoDem                                                   |                                                         | RE                                                      |                                                         | RE                                                      |                                                         | LR                                                      |                                                         | LR                                                      |                                                         | PS                                                      |                                                         | LFI                                                     |                                                         | G·s                                                     |                                                         |                                                         |
| 2022             | 2022             | 2022             | 2022             | 2022             | 2022             | 2022             | 2022             | 2022             |                                                         | LREM                                                    |                                                         | LFI                                                     |                                                         | LFI                                                     |                                                         | MoDem                                                   |                                                         | LREM                                                    |                                                         | LREM                                                    |                                                         | LFI                                                     |                                                         | LR                                                      |                                                         | PS                                                      |                                                         | LFI                                                     |                                                         | G·s                                                     |                                                         |                                                         |
| 2017             | 2017             | 2017             | 2017             | 2017             | 2017             | 2017             | 2017             | 2017             |                                                         | LREM                                                    |                                                         | LREM                                                    |                                                         | LREM                                                    |                                                         | MoDem                                                   |                                                         | LR                                                      |                                                         | LREM                                                    |                                                         | LREM                                                    |                                                         | LR                                                      |                                                         | PS                                                      |                                                         | LFI                                                     |                                                         | LREM                                                    |                                                         |                                                         |
| 2012             | 2012             | 2012             | 2012             | 2012             | 2012             | 2012             | 2012             | 2012             |                                                         | UMP                                                     |                                                         | PS                                                      |                                                         | PRG                                                     |                                                         | UMP                                                     |                                                         | UMP                                                     |                                                         | EELV                                                    |                                                         | PS                                                      |                                                         | UMP                                                     |                                                         | PS                                                      |                                                         | MRC                                                     |                                                         | PS                                                      |                                                         |                                                         |
| 2007             | 2007             | 2007             | 2007             | 2007             | 2007             | 2007             | 2007             | 2007             |                                                         | UMP                                                     |                                                         | PS                                                      |                                                         | UMP                                                     |                                                         | UMP                                                     |                                                         | UMP                                                     |                                                         | UMP                                                     |                                                         | UMP                                                     |                                                         | UMP                                                     |                                                         | PS                                                      |                                                         | PCF                                                     |                                                         | PS                                                      |                                                         | UMP                                                     |
| 2002             | 2002             | 2002             | 2002             | 2002             | 2002             | 2002             | 2002             | 2002             |                                                         | UMP                                                     |                                                         | PS                                                      |                                                         | PRG                                                     |                                                         | UMP                                                     |                                                         | UMP                                                     |                                                         | UMP                                                     |                                                         | UMP                                                     |                                                         | UMP                                                     |                                                         | PS                                                      |                                                         | PCF                                                     |                                                         | PS                                                      |                                                         | UMP                                                     |
| 1997             | 1997             | 1997             | 1997             | 1997             | 1997             | 1997             | 1997             | 1997             |                                                         | UDF                                                     |                                                         | PS                                                      |                                                         | PRG                                                     |                                                         | UDF                                                     |                                                         | RPR                                                     |                                                         | RPR                                                     |                                                         | RPR                                                     |                                                         | DL                                                      |                                                         | PS                                                      |                                                         | PCF                                                     |                                                         | PCF                                                     |                                                         | PS                                                      |
| 1993             | 1993             | 1993             | 1993             | 1993             | 1993             | 1993             | 1993             | 1993             |                                                         | UDF                                                     |                                                         | PS                                                      |                                                         | MRG                                                     |                                                         | UDF                                                     |                                                         | RPR                                                     |                                                         | RPR                                                     |                                                         | RPR                                                     |                                                         | UDF                                                     |                                                         | PCF                                                     |                                                         | PCF                                                     |                                                         | PCF                                                     |                                                         | RPR                                                     |
| 1988             | 1988             | 1988             | 1988             | 1988             | 1988             | 1988             | 1988             | 1988             |                                                         | RPR                                                     |                                                         | PS                                                      |                                                         | MRG                                                     |                                                         | UDF                                                     |                                                         | RPR                                                     |                                                         | RPR                                                     |                                                         | RPR                                                     |                                                         | UDF                                                     |                                                         | PS                                                      |                                                         | PCF                                                     |                                                         | PCF                                                     |                                                         | PS                                                      |
| 1986             | 1986             | 1986             | 1986             | 1986             | 1986             | 1986             | 1986             | 1986             | Scrutin proportionnel plurinominal par département (12) | Scrutin proportionnel plurinominal par département (12) | Scrutin proportionnel plurinominal par département (12) | Scrutin proportionnel plurinominal par département (12) | Scrutin proportionnel plurinominal par département (12) | Scrutin proportionnel plurinominal par département (12) | Scrutin proportionnel plurinominal par département (12) | Scrutin proportionnel plurinominal par département (12) | Scrutin proportionnel plurinominal par département (12) | Scrutin proportionnel plurinominal par département (12) | Scrutin proportionnel plurinominal par département (12) | Scrutin proportionnel plurinominal par département (12) | Scrutin proportionnel plurinominal par département (12) | Scrutin proportionnel plurinominal par département (12) | Scrutin proportionnel plurinominal par département (12) | Scrutin proportionnel plurinominal par département (12) | Scrutin proportionnel plurinominal par département (12) | Scrutin proportionnel plurinominal par département (12) | Scrutin proportionnel plurinominal par département (12) | Scrutin proportionnel plurinominal par département (12) | Scrutin proportionnel plurinominal par département (12) | Scrutin proportionnel plurinominal par département (12) | Scrutin proportionnel plurinominal par département (12) | Scrutin proportionnel plurinominal par département (12) |
| 1981             | 1981             | 1981             | 1981             | 1981             | 1981             | 1981             | 1981             | 1981             |                                                         | PCF                                                     |                                                         | PS                                                      |                                                         | PCF                                                     |                                                         | PS                                                      |                                                         | PS                                                      |                                                         | RPR                                                     |                                                         | RPR                                                     |                                                         | PS                                                      |                                                         |                                                         |                                                         |                                                         |                                                         |                                                         |                                                         |                                                         |
| 1978             | 1978             | 1978             | 1978             | 1978             | 1978             | 1978             | 1978             | 1978             |                                                         | PCF                                                     |                                                         | PCF                                                     |                                                         | PCF                                                     |                                                         | PS                                                      |                                                         | DVD                                                     |                                                         | RPR                                                     |                                                         | RPR                                                     |                                                         | PCF                                                     |                                                         |                                                         |                                                         |                                                         |                                                         |                                                         |                                                         |                                                         |
| 1973             | 1973             | 1973             | 1973             | 1973             | 1973             | 1973             | 1973             | 1973             |                                                         | PCF                                                     |                                                         | PCF                                                     |                                                         | PCF                                                     |                                                         | PS                                                      |                                                         | UDR                                                     |                                                         | UDR                                                     |                                                         | UDR                                                     |                                                         | PCF                                                     |                                                         |                                                         |                                                         |                                                         |                                                         |                                                         |                                                         |                                                         |
| 1968             | 1968             | 1968             | 1968             | 1968             | 1968             | 1968             | 1968             | 1968             |                                                         | PCF                                                     |                                                         | PCF                                                     |                                                         | PCF                                                     |                                                         | RI                                                      |                                                         | UDR                                                     |                                                         | UDR                                                     |                                                         | UDR                                                     |                                                         | UDR                                                     |                                                         |                                                         |                                                         |                                                         |                                                         |                                                         |                                                         |                                                         |
| 1967             | 1967             | 1967             | 1967             | 1967             | 1967             | 1967             | 1967             | 1967             |                                                         | PCF                                                     |                                                         | PCF                                                     |                                                         | PCF                                                     |                                                         | RI                                                      |                                                         | UD-Ve                                                   |                                                         | UD-Ve                                                   |                                                         | UD-Ve                                                   |                                                         | UD-Ve                                                   |                                                         |                                                         |                                                         |                                                         |                                                         |                                                         |                                                         |                                                         |

### Élections régionales
- Élections régionales de 2021 :

- Élections régionales de 2015 :

| Liste       | Liste | Tête de liste             | Premier tour | Premier tour | Second tour | Second tour | Sièges (22) | Sièges (22) |
| Liste       | Liste | Tête de liste             | Voix         | %            | Voix        | %           | #           | %           |
| ----------- | --- | ------------------------- | ------------ | ------------ | ----------- | ----------- | ----------- | ----------- |
|             | Union des démocrates et indépendants - LR - MoDem - PCD L'alternance avec Valérie Pécresse                                                                                   | Laurent Lafon             | 95 966       | 28,49        | 165 914     | 41,46       | 12          | 54,54       |
|             | Parti socialiste - PRG - MRC - mdP - UDE Avec Claude Bartolone, une Île-de-France humaine (1er tour) La gauche et les écologistes rassemblés avec Claude Bartolone (2d tour) | Julien Dray               | 84 333       | 25,03        | 183 838     | 45,94       | 8           | 36,36       |
|             | Front de gauche Nos vies d'abord ! Égalité Écologie Dignité Citoyenneté | Fabien Guillaud-Bataille  | 35 496       | 10,54        | 183 838     | 45,94       | 8           | 36,36       |
|             | Europe Écologie Les Verts - Cap21 Changeons d'air, le rassemblement écologiste et citoyen                                                                                    | Pierre Serne              | 27 866       | 8,27         | 183 838     | 45,94       | 8           | 36,36       |
|             | Front national Front national présentée par Marine Le Pen | Dominique Bourse-Provence | 56 574       | 16,79        | 50 390      | 12,59       | 2           | 9,09        |
|             | Debout la France Debout la France avec Nicolas Dupont-Aignan | Christophe Maximilien     | 21 516       | 6,39         |             |             |             |             |
|             | Lutte ouvrière Lutte ouvrière - Faire entendre le camp des travailleurs | Josefa Torres             | 4 899        | 1,45         |             |             |             |             |
|             | Union populaire républicaine L'UPR, avec François Asselineau, le parti qui monte malgré le silence des médias                                                                | Michel Lecocq             | 3 327        | 0,99         |             |             |             |             |
|             | Génération citoyens - PLD Aux urnes citoyens | Karine Madar              | 1 956        | 0,58         |             |             |             |             |
|             | Nous Citoyens Nous Citoyens pour l'Île-de-France | Anne Auvrignon            | 1 690        | 0,50         |             |             |             |             |
|             | Union des démocrates musulmans français Union des Démocrates Musulmans Français                                                                                              | Nizarr Bourchada          | 1 306        | 0,39         |             |             |             |             |
|             | Sans étiquette Liste d'union citoyenne | Nassim Lachelache         | 1 175        | 0,35         |             |             |             |             |
|             | Divers écologiste - PP - CVB - CSF FLUO - Fédération Libertaire Unitaire Ouverte                                                                                             | Cécile Lhuillier          | 762          | 0,23         |             |             |             |             |
|             | |                           |              |              |             |             |             |             |
| Inscrits    | Inscrits | Inscrits                  | 780 643      | 100,00       | 780 650     | 100,00      |             |             |
| Abstentions | Abstentions | Abstentions               | 433 077      | 55,48        | 365 465     | 46,82       |             |             |
| Votants     | Votants | Votants                   | 347 566      | 44,52        | 415 185     | 53,18       |             |             |
| Blancs      | Blancs | Blancs                    | 6 856        | 1,97         | 9 392       | 2,26        |             |             |
| Nuls        | Nuls | Nuls                      | 3 844        | 1,11         | 5 651       | 1,36        |             |             |
| Exprimés    | Exprimés | Exprimés                  | 336 866      | 96,92        | 400 142     | 96,38       |             |             |

- Élections régionales de 2010 :

| Liste          | Liste | Tête de liste    | Premier tour | Premier tour | Second tour | Second tour | Sièges (24) | Sièges (24) |
| Liste          | Liste | Tête de liste    | Voix         | %            | Voix        | %           | #           | %           |
| -------------- | --- | ---------------- | ------------ | ------------ | ----------- | ----------- | ----------- | ----------- |
|                | Parti socialiste - PRG - MRC - MUP Huchon 2010 - La gauche pour l'Île-de-France (1er tour) Huchon 2010 - La gauche et les écologistes rassemblés pour l'Île-de-France (2d tour) | Michèle Sabban   | 80 685       | 25,49        | 203 733     | 61,20       | 17          | 78,95       |
|                | Europe Écologie - Les Verts - Cap21 - GC Europe Écologie Région Île-de-France                                                                                                   | Cécile Duflot    | 51 086       | 16,14        | 203 733     | 61,20       | 17          | 78,95       |
|                | Front de gauche - Les Alternatifs - M'PEP - PCOF - RS - DVG Ensemble pour des régions à gauche, solidaires, écologiques et citoyennes                                           | Christian Favier | 34 114       | 10,78        | 203 733     | 61,20       | 17          | 78,95       |
|                | Majorité présidentielle - NC - UMP - LGM - PRV - PCD - CPNT - MPF Changer pour mieux vivre en Île-de-France                                                                     | Laurent Lafon    | 76 692       | 24,23        | 129 143     | 38,80       | 7           | 21,05       |
|                | Front national Front national avec Le Pen pour l'Île-de-France | Dominique Joly   | 28 533       | 9,02         |             |             |             |             |
|                | Mouvement démocrate - GÉ - ECO Démocrate et centriste conduite par Alain Dolium soutenue par François Bayrou                                                                    | Alain Dolium     | 12 826       | 4,05         |             |             |             |             |
|                | Debout la République - CNIP Rassemblement gaulliste 100% indépendant - Debout la République                                                                                     | Anne Ginieis     | 11 894       | 3,76         |             |             |             |             |
|                | Nouveau Parti anticapitaliste Tout changer, rien lâcher ! Liste présentée par le NPA et conduite par Olivier Besancenot                                                         | Bila Traoré      | 10 226       | 3,23         |             |             |             |             |
|                | Alliance écologiste indépendante Alliance écologiste indépendante soutenue par Patrice Drevet et Antoine Waechter                                                               | Antonio Duarte   | 4 090        | 1,29         |             |             |             |             |
|                | Sans étiquette Émergence conduite par Almamy Kanouté | Ager Oueslati    | 2 371        | 0,75         |             |             |             |             |
|                | Lutte ouvrière Lutte ouvrière soutenue par Arlette Laguiller | Pascal Boutet    | 2 025        | 0,64         |             |             |             |             |
|                | Extrême droite (anti-IVG) La liste chrétienne | Henri Bléhaut    | 1 950        | 0,62         |             |             |             |             |
|                | |                  |              |              |             |             |             |             |
| Inscrits       | Inscrits | Inscrits         | 757 676      | 100,00       | 757 676     | 100,00      |             |             |
| Abstentions    | Abstentions | Abstentions      | 432 658      | 57,10        | 408 404     | 53,90       |             |             |
| Votants        | Votants | Votants          | 325 018      | 42,90        | 349 272     | 46,10       |             |             |
| Blancs et nuls | Blancs et nuls | Blancs et nuls   | 8 526        | 2,62         | 16 396      | 4,69        |             |             |
| Exprimés       | Exprimés | Exprimés         | 316 492      | 97,38        | 332 876     | 95,31       |             |             |

- Élections régionales de 2004 :

| Liste          | Liste | Tête de liste                       | Premier tour | Premier tour | Second tour | Second tour | Sièges (22) | Sièges (22) |
| Liste          | Liste | Tête de liste                       | Voix         | %            | Voix        | %           | #           | %           |
| -------------- | --- | ----------------------------------- | ------------ | ------------ | ----------- | ----------- | ----------- | ----------- |
|                | Parti socialiste - Les Verts - PRG - MRC Rassemblement de la gauche et des Verts | Michèle Sabban                      | 126 569      | 31,51        | 224 080     | 52,28       | 15          | 68,18       |
|                | Parti communiste français - AGR - Les Alternatifs La gauche populaire et citoyenne | Jean-Claude Lefort Christian Favier | 41 897       | 10,43        | 224 080     | 52,28       | 15          | 68,18       |
|                | Union pour un mouvement populaire - MPF - CNIP - FRS Pour que vivre ici soit une chance pour tous, liste soutenue par Nicolas Sarkozy (1er tour) L'union pour l'Île-de-France avec Jean-François Copé et André Santini (2d tour) | Christian Cambon                    | 93 049       | 23,17        | 162 538     | 37,92       | 6           | 27,27       |
|                | Union pour la démocratie française - Cap21 L'Île-de-France est de retour avec André Santini | Laurent Lafon                       | 60 234       | 15,00        | 162 538     | 37,92       | 6           | 27,27       |
|                | Front national Front national pour l'Ile-de-France conduite par Marine Le Pen | Dominique Joly                      | 47 074       | 11,72        | 42 008      | 9,80        | 1           | 4,54        |
|                | Lutte ouvrière - LCR LO - LCR, liste soutenue par Arlette Laguiller et Olivier Besancenot | Luc Chevallier                      | 17 308       | 4,31         |             |             |             |             |
|                | Génération écologie De l'oxygène pour l'Île-de-France | Ronald Rémy                         | 10 969       | 2,73         |             |             |             |             |
|                | Mouvement national républicain La vraie droite en Île-de-France, liste conduite par Nicolas Bay | Roland Favre                        | 4 557        | 1,13         |             |             |             |             |
|                | |                                     |              |              |             |             |             |             |
| Inscrits       | Inscrits | Inscrits                            | 688 581      | 100,00       | 688 628     | 100,00      |             |             |
| Abstentions    | Abstentions | Abstentions                         | 275 160      | 39,96        | 248 515     | 36,09       |             |             |
| Votants        | Votants | Votants                             | 413 421      | 60,04        | 440 113     | 63,91       |             |             |
| Blancs ou nuls | Blancs ou nuls | Blancs ou nuls                      | 11 764       | 2,85         | 11 487      | 2,61        |             |             |
| Exprimés       | Exprimés | Exprimés                            | 401 657      | 97,15        | 428 626     | 97,39       |             |             |

- Élections régionales de 1998 :

| Liste          | Liste                                                                                       | Tête de liste            | Voix    | %      | Sièges (24) | Sièges (24) |
| Liste          | Liste                                                                                       | Tête de liste            | Voix    | %      | #           | %           |
| -------------- | ------------------------------------------------------------------------------------------- | ------------------------ | ------- | ------ | ----------- | ----------- |
|                | Gauche plurielle - PCF - PS - Les Verts - PRG - MRC Rassemblement de la gauche et des Verts | Michel Germa             | 142 301 | 39,37  | 11          | 45,83       |
|                | Union des droites - UDF-DL - RPR - MPF Pour une Île-de-France exemplaire                    | Christian Cambon         | 116 672 | 32,28  | 9           | 37,50       |
|                | Front national                                                                              | Philippe Olivier         | 57 890  | 16,02  | 4           | 16,67       |
|                | Lutte ouvrière Lutte ouvrière soutenue par Arlette Laguiller                                | Serge Franceschina       | 13 912  | 3,85   |             |             |
|                | Mouvement écologiste indépendant                                                            | Frédéric Quoniam-Barré   | 12 614  | 3,49   |             |             |
|                | Ligue communiste révolutionnaire                                                            | Carine Barbier           | 9 770   | 2,70   |             |             |
|                | Génération écologie                                                                         | Georges Spido            | 8 114   | 2,24   |             |             |
|                | Parti humaniste                                                                             | Muriel Chapeau-Deslandes | 168     | 0,05   |             |             |
|                | Divers droite                                                                               | Yves-Marie Laulan        | 0       | 0,00   |             |             |
|                |                                                                                             |                          |         |        |             |             |
| Inscrits       | Inscrits                                                                                    | Inscrits                 | 683 793 | 100,00 |             |             |
| Abstentions    | Abstentions                                                                                 | Abstentions              | 312 705 | 45,73  |             |             |
| Votants        | Votants                                                                                     | Votants                  | 371 088 | 54,27  |             |             |
| Blancs ou nuls | Blancs ou nuls                                                                              | Blancs ou nuls           | 9 645   | 1,41   |             |             |
| Exprimés       | Exprimés                                                                                    | Exprimés                 | 361 443 | 52,86  |             |             |

- Élections régionales de 1992 :

| Liste          | Liste                            | Tête de liste         | Voix    | %      | Sièges (24) | Sièges (24) |
| Liste          | Liste                            | Tête de liste         | Voix    | %      | #           | %           |
| -------------- | -------------------------------- | --------------------- | ------- | ------ | ----------- | ----------- |
|                | Union pour la France (RPR - UDF) | Michel Giraud         | 144 462 | 33,52  | 9           | 37,50       |
|                | Parti socialiste                 | Laurent Cathala       | 71 137  | 16,51  | 4           | 16,67       |
|                | Parti communiste français        | Michel Germa          | 69 069  | 16,03  | 4           | 16,67       |
|                | Front national                   | Jean-Pierre Schénardi | 66 660  | 15,47  | 4           | 16,67       |
|                | Génération écologie              | Loïc Le Guénedal      | 42 292  | 9,81   | 2           | 8,33        |
|                | Les Verts                        | Alain Lipietz         | 30 130  | 6,99   | 1           | 4,17        |
|                | Lutte ouvrière                   | Serge Franceschina    | 7 174   | 1,66   |             |             |
|                |                                  |                       |         |        |             |             |
| Inscrits       | Inscrits                         | Inscrits              | 671 960 | 100,00 |             |             |
| Abstentions    | Abstentions                      | Abstentions           | 227 750 | 33,89  |             |             |
| Votants        | Votants                          | Votants               | 444 210 | 66,11  |             |             |
| Blancs ou nuls | Blancs ou nuls                   | Blancs ou nuls        | 13 286  | 1,98   |             |             |
| Exprimés       | Exprimés                         | Exprimés              | 430 924 | 64,13  |             |             |

- Élections régionales de 1986 :

### Élections cantonales et départementales
|                                      |       |       |      |                                          |
| Président du Conseil départemental   |       |       |      |                                          |
| Olivier Capitanio (LR)               |       |       |      |                                          |
| Parti                                | Sigle | Sigle | Élus | Groupes                                  |
| Majorité (28 sièges)                 |       |       |      |                                          |
| Les Républicains                     |       | LR    | 21   | Les Républicains, Libres et indépendants |
| Soyons libres                        |       | SL    | 3    | Les Républicains, Libres et indépendants |
| Union des démocrates et indépendants |       | UDI   | 4    | UDI et apparentés                        |
| Opposition (22 sièges)               |       |       |      |                                          |
| Parti communiste français            |       | PCF   | 10   | Val-de-Marne en commun                   |
| Gauche citoyenne                     |       | GC    | 1    | Val-de-Marne en commun                   |
| Parti socialiste                     |       | PS    | 7    | Socialiste et républicain                |
| Les Écologistes                      |       | LÉ    | 2    | Écologistes et citoyens                  |
| Divers gauche                        |       | DVG   | 1    | Écologistes et citoyens                  |
| Gauche républicaine et socialiste    |       | GRS   | 1    | Non-inscrit                              |

### Élections municipales
| Commune                  | Parti (2020) | Parti (2014) | Parti (2008)   | Parti (2001) | Parti (1995) | Parti (1989) | Parti (1983) | Parti (1977) |
| ------------------------ | ------------ | ------------ | -------------- | ------------ | ------------ | ------------ | ------------ | ------------ |
| Ablon-sur-Seine          | LR           | UMP          | PS             | DL           | UDF          | UDF          | UDF          | CDS          |
| Alfortville              | PS           | PS           | PS             | PS           | PS           | PS           | PS           | PS           |
| Arcueil                  | LÉ           | EELV         | CAP            | CAP          | PCF          | PCF          | PCF          | PCF          |
| Boissy-Saint-Léger       | PS           | PS           | PS             | RPR          | RPR          | PS           | PS           | PS           |
| Bonneuil-sur-Marne       | PCF          | PCF          | PCF            | PCF          | PCF          | PCF          | PCF          | PCF          |
| Bry-sur-Marne            | LR           | DVD          | UMP            | RPR          | RPR          | RPR          | UDF          | CDS          |
| Cachan                   | PS           | PS           | PS             | PS           | PS           | PS           | PS           | PS           |
| Champigny-sur-Marne      | SL           | PCF          | PCF            | PCF          | PCF          | PCF          | PCF          | PCF          |
| Charenton-le-Pont        | LR           | UMP          | UMP            | DL           | UDF          | UDF          | UDF          | PR           |
| Chennevières-sur-Marne   | UDI          | MoDem        | PS             | DVD          | DVD          | DVD          | DVD          | DVD          |
| Chevilly-Larue           | PCF          | PCF          | PCF            | PCF          | PCF          | PCF          | PCF          | PCF          |
| Choisy-le-Roi            | LR           | PCF          | PCF            | PCF          | PCF          | PCF          | PCF          | PCF          |
| Créteil                  | PS           | PS           | PS             | PS           | PS           | PS           | PS           | PS           |
| Fontenay-sous-Bois       | PCF          | PCF          | PCF            | PCF          | PCF          | PCF          | PCF          | PCF          |
| Fresnes                  | PS           | PS           | PS             | PS           | PS           | PS           | PS           | DVG          |
| Gentilly                 | PCF          | PCF          | PCF            | PCF          | PCF          | PCF          | PCF          | PCF          |
| Ivry-sur-Seine           | PCF          | PCF          | PCF            | PCF          | PCF          | PCF          | PCF          | PCF          |
| Joinville-le-Pont        | LR           | UMP          | UMP            | RPR          | RPR          | RPR          | RPR          | PCF          |
| L'Haÿ-les-Roses          | SL           | UMP          | PS             | PS           | PS           | PS,          | PS           | PS           |
| La Queue-en-Brie         | LR           | UMP          | PCF            | PCF          | UDF          | RPR          | RPR          | PCF          |
| Le Kremlin-Bicêtre       | MRC-GRS      | MRC          | MRC            | MDC          | MDC          | RPR          | RPR          | PSD          |
| Le Perreux-sur-Marne     | LR           | UMP          | UMP            | RPR          | RPR          | RPR          | RPR          | RPR          |
| Le Plessis-Trévise       | MoDem        | MoDem        | MoDem          | UDF          | UDF          | UDF          | UDF          | DVG          |
| Limeil-Brévannes         | LR           | UMP          | PG             | PS           | PS           | RPR          | PCF          | PCF          |
| Maisons-Alfort           | LR           | UMP          | UMP            | DL           | UDF          | UDF          | UDF          | PR           |
| Mandres-les-Roses        | DVD          | UMP          | SE (sout. UMP) | UDF          | RPR          | RPR          | RPR          | DVD          |
| Marolles-en-Brie         | DVD          | UMP          | SE             | SE           | SE           | DVD          | DVD          | DVD          |
| Nogent-sur-Marne         | DVD          | UMP          | UMP            | RPR          | UDF          | RPR          | RPR          | RPR          |
| Noiseau                  | LR           | UMP          | PS             | PS           | PS           | PS           | PS           | PS           |
| Orly                     | DVG          | DVG          | CAP            | CAP          | CAP          | COM          | PCF          | PCF          |
| Ormesson-sur-Marne       | LR           | UMP          | UMP            | RPR          | CNI          | CNI          | CNI          | CNI          |
| Périgny                  | DVD          | UMP          | UMP            | DVD          | DVD          | UDF          | UDF          | CDS          |
| Rungis                   | DVD          | DVD          | DVD            | DVD          | UDF          | UDF          | UDF          | DVD          |
| Saint-Mandé              | LR           | UMP          | UMP            | RPR          | RPR          | RPR          | RPR          | RPR          |
| Saint-Maur-des-Fossés    | LR           | UMP          | UMP            | UDF          | UDF          | DVD          | DVD          | DVD          |
| Saint-Maurice            | LR           | UMP          | UMP            | UDF          | UDF          | UDF          | UDF          | PR           |
| Santeny                  | UDI          | UMP          | UMP            | DVD          | UDF          | UDF          |              |              |
| Sucy-en-Brie             | LR           | UMP          | UMP            | UDF          | UDF          | UDF          | UDF          | CDS          |
| Thiais                   | LR           | UMP          | UMP            | RPR          | RPR          | RPR          | RPR          | DVD          |
| Valenton                 | LR           | PCF          | PCF            | PCF          | PCF          | PCF,         | PCF          | PCF          |
| Villecresnes             | DVC          | UMP          | SE-DVD         | DL           | UDF          | UDF          | UDF          | PR           |
| Villejuif                | PCF          | UMP          | PCF            | PCF          | PCF          | PCF          | PCF          | PCF          |
| Villeneuve-le-Roi        | LR           | UMP          | UMP            | RPR          | PCF          | PCF          | PCF          | PCF          |
| Villeneuve-Saint-Georges | LR           | PCF          | PCF            | PRG          | UDF          | MRG          | UDF          | PCF          |
| Villiers-sur-Marne       | LR           | UMP          | UMP            | UDF          | UDF          | PS           | PS           | PS           |
| Vincennes                | UDI          | UDI          | NC             | DL           | UDF          | UDF          | UDF          | PR           |
| Vitry-sur-Seine          | PCF          | PCF          | PCF            | PCF          | PCF          | PCF          | PCF          | PCF          |

### Référendums
Référendum sur le traité établissant une constitution pour l'Europe
29 mai 2005
| NON 229 921 (50,00 %) |  |  | OUI 229 880 (50,00 %) |
| ▲                     |  |  |                       |

Référendum sur le quinquennat présidentiel
24 septembre 2000
| OUI 130 716 (74,24 %) |  |  | NON 45 346 (25,76 %) |
| ▲                     |  |  |                      |

Référendum sur le traité de Maastricht
20 septembre 1992
| OUI 232 655 (51,18 %) |  |  | NON 221 938 (48,82 %) |
| ▲                     |  |  |                       |

Référendum sur la réforme du Sénat et la régionalisation
27 avril 1969
| NON (59,92 %) |  |  | OUI (40,08 %) |
| ▲             |  |  |               |